# Mercedes Sosa
Marta Haydée Mercedes Sosa Girón (San Miguel de Tucumán, Tucumán, 9 de julio de 1935-Buenos Aires, 4 de octubre de 2009) fue una cantante de música folclórica argentina, considerada la mayor exponente del folclore argentino. Se la conoció como la voz de América Latina.
Fundadora del Movimiento del Nuevo Cancionero y una de las exponentes de la Nueva Canción Latinoamericana, incursionó en otros géneros como el tango, el rock y el pop. Se definía a sí misma como «cantora» antes que «cantante», siendo una distinción fundamental de la nueva canción latinoamericana de la que ella fue una de las iniciadoras: «Cantante es el que puede y cantor el que debe» (Facundo Cabral).
Ese ideal fue expresado por Mercedes Sosa en los títulos de álbumes como Canciones con fundamento y Yo no canto por cantar. Entre las interpretaciones con que se ha destacado en el cancionero latinoamericano se encuentran «Al Jardín de la República», «Canción con todos», «Alfonsina y el mar», «Como la cigarra», «Zamba para no morir», «Solo le pido a Dios», «La maza», «Todo cambia», «Duerme negrito» y «Calle angosta».
Entre sus discos se destacaron Canciones con fundamento (1965), Yo no canto por cantar (1966), Mujeres argentinas (1969), Homenaje a Violeta Parra (1971), Cantata sudamericana (1972), Mercedes Sosa interpreta a Atahualpa Yupanqui (1977), Mercedes Sosa en Argentina (1982), Alta fidelidad (1997), su interpretación de la Misa criolla (2000) y Cantora (2009), su último trabajo, lanzado poco antes de su muerte, que es un álbum doble donde interpreta 34 canciones a dúo con destacados cantantes iberoamericanos y cierra con el himno nacional argentino.

## Biografía

### Infancia y adolescencia en San Miguel de Tucumán
Gladys Osorio Marta Haydée Mercedes Sosa Girón nació el 9 de julio de 1935 en San Miguel de Tucumán, provincia de Tucumán.
Descendiente de calchaquíes, franceses y españoles, su padre era un obrero de la industria azucarera que trabajaba en el ingenio Guzmán, mientras que su madre trabajaba de lavandera para familias más acomodadas.
Originariamente sus padres habían acordado nombrarla Marta Mercedes, pero en el registro civil, su padre lo cambió por Haydeé Mercedes. Pese a ello, su madre, su familia y sus seres cercanos nunca utilizaron el nombre legal y siguieron llamándola Marta.

Mi mamá dice que mi papá se olvidó mi nombre adrede cuando me fue a inscribir al Registro Civil. Y me puso Haydeé Mercedes en vez de Marta Mercedes. Mi mamá quería que de primer nombre yo me llamara Marta. Así sin hache: Marta. Claro, como es lógico, en mi casa mandaba mi papá, pero claro, como es lógico, siempre se terminaba haciendo lo que quería mi mamá. Y entonces todos desde que me recuerdo me vienen llamando Marta. Soy la Marta, y me gusta mucho más ser la Marta que Mercedes Sosa. Esto nadie lo cree, pero es así... Al final, puertas adentro las cosas son como las madres quieren, y puertas afuera son como la gente manda. En mi casa definitivamente soy la Marta. Para la gente definitivamente soy la Negra.
Mercedes Sosa.

Ella misma contaba cómo empezó a cantar un día de octubre de 1950:

Yo andaba por mis 15 años. Mi papá y mi mamá, que eran muy peronistas, aprovecharon un tren gratis a Buenos Aires para celebrar el 17 de Octubre [Día de la Lealtad Peronista]. Yo quedé cuidada por mis hermanos, más suelta… En la escuela faltó la profesora de canto y la directora me dijo que íbamos a cantar el Himno nacional y que yo tenía que ponerme adelante y cantar bien fuerte, para que todos me siguieran. Sentí vergüenza, pero canté: ahí debuté. Ese día también faltó la profesora de labores y con mis compañeras fuimos a LV12, donde había un concurso. Mis compañeras me empujaron para que cantara. Por temor a que se enterara mi papá me llamé Gladys Osorio. Canté Triste estoy, de Margarita Palacios. Cuando terminé, el dueño de la radio me dijo: «El concurso concluyó y lo ganaste vos». Y seguí cantando en la radio. Hasta que un día mi papá me descubre y me llama y me dice palabras que escucho ahora: «¿Le parece bonito eso de andar metiéndose en la radio? ¿Eso es lo que hace una señorita criada para ser decente? Gladys Osorio, venga, acérquese… ¿Tengo que felicitarla? Míreme a los ojos ¡Que me mire a los ojos le digo!».
Mercedes Sosa.

A partir de entonces se dedicó al canto, aunque siempre sentía un enorme pánico escénico cuando cantaba en público.
En esa primera época, Mercedes tenía como referentes musicales a Margarita Palacios y a Antonio Tormo (el cantante que masificó la música folclórica en la Argentina a principios los años cincuenta). Sus actuaciones se repartían entre actos partidarios del peronismo, el circo de los Hermanos Medina, y la radio, donde cantaba boleros en el conjunto de los Hermanos Herrera, dirigido por Tito Cava.

### Mendoza
En 1957 se radicó en Mendoza a raíz de su matrimonio con el músico Oscar Matus, con quien tuvo un hijo, Fabián Matus.
Matus y Mercedes establecieron una sociedad artística con el poeta y locutor Armando Tejada Gómez que resultaría de gran trascendencia artística y cultural.
Mendoza resultaría uno de los tres lugares entrañables de Mercedes Sosa, junto a Tucumán y Buenos Aires. Allí nació su hijo y se formó artísticamente. En su última voluntad pidió que sus cenizas se esparcieran en esos tres lugares. En Mendoza, el lugar elegido fueron los canales de riego de Guaymallén, el mismo lugar donde se arrojaron las cenizas del poeta Armando Tejada Gómez, quien ocupó un lugar decisivo en el arte de Mercedes.
Junto a esos tres lugares, Mercedes Sosa también destacaba su afecto especial por Montevideo, donde fue tratada por primera vez como una gran cantante, en una serie de actuaciones que realizó en Radio El Espectador y en Canal 12:

En Tucumán están mis raíces, en Mendoza está mi felicidad, en Montevideo está mi primer reconocimiento como artista.
Mercedes Sosa.

Mercedes Sosa comenzó a cantar en una época, en la que el tango de Buenos Aires, que era la música popular por excelencia, estaba siendo alcanzado en popularidad por la música de raíz folklórica, característica de las provincias, en un fenómeno que es conocido como el boom del folklore, producido de la mano de la industrialización del país y la migración de millones de personas del campo a las ciudades y de las provincias hacia Buenos Aires. Este proceso conllevaba transformaciones étnicas y culturales en la población que diferían de las que produjera la inmigración mayoritariamente europea que se produjo entre 1850 y 1930.
En 1959, Mercedes Sosa lanzó su primer álbum, La voz de la zafra (la zafra es la cosecha de caña de azúcar, principal producción de Tucumán), grabado el año anterior y producido por RCA. El álbum fue grabado debido a la insistencia de Ben Molar, un músico polifacético vinculado a la música popular de Buenos Aires, quien reconoció el talento de la cantante tucumana y convenció a los directivos del sello RCA para realizar el disco, que sin embargo careció de difusión.
El disco está integrado por ocho canciones de Matus-Tejada Gómez: «Los hombres del río», «La zafrera», «El río y tú», «Tropero padre», «Nocturna», «Zamba de los humildes» (o «La de los humildes»), «Zamba de la distancia» y «Selva sola», además de otras cuatro, entre las que se encuentran la guarania «Jangadero» (del misionero Ramón Ayala, quien escribió también la nota de contratapa), «El indio muerto» (de Gerardo López, cantante de Los Fronterizos) y dos temas con letra de Ben Molar, a pedido de Mercedes Sosa, «Recuerdos del Paraguay» y «Sin saber por qué».
La canción «Nocturna» tiene una significación especial para Mercedes Sosa porque se trata de la canción que simbolizó el amor a primera vista con Oscar Matus (“Tú, junto al amor que nos separa, llenas mi dulce guitarra de oscura distancia... llevas mi voz en tu voz, triste y suave”).
El mismo álbum fue luego reeditado bajo el título de Canta Mercedes Sosa. El álbum anticipaba una línea estético-cultural que sería expresamente formulada al año siguiente con el lanzamiento del Movimiento del Nuevo Cancionero, y que sería sintetizada con el título de su segundo álbum, Canciones con fundamento (1965), segundo disco del sello independiente El Grillo que intentaba consolidar Matus, compuesto ―al igual que el primero―, sobre la base de las canciones de Matus-Tejada Gómez.

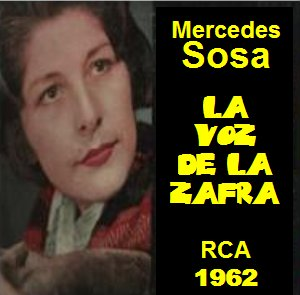
Oscar Matus, Armando Tejada Gómez y Mercedes Sosa formaron un decisivo trío artístico, que llevó a crear el Movimiento del Nuevo Cancionero en 1963, en el marco del llamado boom del folclore.

En «Zamba de la distancia», como en «La de los humildes», «Zamba del riego», «Tropero padre», «El río y tú», «La zafrera» y «Los hombres del río», están los tres nombres que impulsaron el movimiento: Armando con sus palabras, Matus con la música y yo con la voz.
Mercedes Sosa.

### Movimiento del Nuevo Cancionero
El 11 de febrero de 1963, desde el Círculo de Periodistas de Mendoza, lanzó el Movimiento del Nuevo Cancionero, junto a su esposo (Oscar Matus), Armando Tejada Gómez, Tito Francia y otros artistas, que se manifestaría internacionalmente como el Movimiento de la Nueva Canción. Mercedes Sosa se mantendría fiel a lo largo de toda su carrera a los principios artísticos expuestos en el manifiesto fundacional del movimiento:

El Nuevo Cancionero se propone buscar en la riqueza creadora de los autores e intérpretes argentinos, la integración de la música popular en la diversidad de las expresiones regionales del país.
Quiere aplicar la conciencia nacional del pueblo, mediante nuevas y mejores obras que lo expresen. Busca y promueve la participación de la música típica popular y popular nativa en las demás artes populares: el cine, la danza, el teatro, etc., en una misma inquietud creadora que contenga el pueblo, su circunstancia histórica y su paisaje. En este sentido, adhiere a la inquietud del Nuevo Cine, como también a todo intento de renovación que intente testimoniar y expresar por el arte nuestra apasionante realidad sin concesiones ni deformaciones.

Rechaza a todo regionalismo cerrado y busca expresar al país todo en la amplia gama de sus formas musicales. Se propone depurar de convencionalismos y tabúes tradicionalistas a ultranza, el patrimonio musical tanto de origen folklórico como típico popular. Alentará la necesidad de crear permanentemente formas y procedimientos interpretativos, así como obras de genuina identidad con el país de hoy, que enriquezcan la sensibilidad y la cultura de nuestro pueblo.

Desechará, rechazará y denunciará al público, mediante el análisis esclarecido en cada caso, toda producción burda y subalterna que, con finalidad mercantil, intente encarecer tanto la inteligencia como la moral de nuestro pueblo.

El Nuevo Cancionero acoge en sus principios a todos los artistas identificados con sus anhelos de valorar, profundizar, crear y desarrollar el arte popular y en ese sentido buscará la comunicación, el diálogo y el intercambio con todos los artistas y movimientos similares del resto de América. Apoyará y estimulará el espíritu crítico en peñas, y organizaciones culturales dedicadas a la difusión de nuestro acervo, para que el culto por lo nuestro deje de ser una mera distracción y se canalice en una comprensión seria y respetuosa de nuestro pasado y nuestro presente, mediante el estudio y el diálogo formativo de nuestras juventudes.

El Nuevo Cancionero luchará por convertir la presente adhesión del pueblo argentino hacia su canto nacional, en un valor cultural inalienable. Afirma que el arte, como la vida, debe estar en permanente transformación y por eso, busca integrar el cancionero popular al desarrollo creador del pueblo todo para acompañarlo en su destino, expresando sus sueños, sus alegrías, sus luchas y sus esperanzas.
Manifiesto Fundacional del Nuevo Cancionero.
Mendoza, 11 de febrero de 1963.

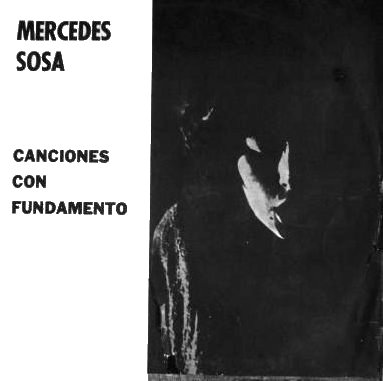
Portada original del segundo álbum de Mercedes Sosa, Canciones con fundamento (1965), publicado por el sello independiente El Grillo.

Mercedes Sosa guiará toda su vida artística por los principios del Nuevo Cancionero, venciendo a menudo arraigados prejuicios artísticos, culturales e ideológicos. De allí proviene la selección rigurosa de sus canciones para que tuvieran un fundamento y un fuerte vínculo con lo popular, la apertura constante a jóvenes autores y formas musicales, el intenso diálogo con el rock nacional, el tango y el pop, así como la dimensión latinoamericana de su arte.

### La revelación en Cosquín 1965
En 1965 su esposo la abandonó, dejándola sola con su hijo en una situación económica y emocional muy comprometida, que la afectaría de por vida.

Yo no dejé ese matrimonio. Él me dejó. Me abandonó con Fabián, con mi chiquito [...] Una chica tucumana se casa para toda la vida. Eso me destruyó.
Mercedes Sosa.

Mercedes Sosa se trasladó a Buenos Aires, una ciudad a la que amó y que terminaría considerando suya («para mí, aquí es Buenos Aires»).
Allí grabó el segundo disco Canciones con fundamento, que al igual que su primer álbum, pasó inadvertido, pero que en el futuro se volvería el disco exponente del Nuevo Cancionero. Ese mismo año (1965), poco antes de cumplir 30 años, Mercedes Sosa alcanzó la consagración popular de manera impensada. Se desarrollaba la quinta edición del Festival Folklórico de Cosquín, que se había convertido en el centro del boom del folklore en Argentina, cuando el músico Jorge Cafrune, hizo subir al escenario a Mercedes Sosa, de entre el público donde se encontraba, presentándola con las siguientes palabras:

Yo me voy a atrever, porque es un atrevimiento lo que voy a hacer ahora, y me voy a recibir un tirón de orejas por la Comisión, pero que le vamos a hacer ―siempre he sido así, galopeador contra el viento―. Les voy a ofrecer el canto de una mujer purísima, que no ha tenido oportunidad de darlo y que como les digo, aunque se arme bronca, les voy a dejar con ustedes a una tucumana: Mercedes Sosa.
Jorge Cafrune, Cosquín, enero de 1965.

Por esos días se llevó a cabo una reunión secreta entre Germán Cazenave y Jorge Cafrune, de la que participaron Marcelo Simón y el ala más progresista de la comisión. Cafrune, que había salido revelación en ese mismo festival en 1962 ya era un ídolo popular en todo el país y fue el primero en hablar con la Comisión de Folklore para que le diera un lugar a Mercedes en el escenario. El problema es que todos querían un lugar en ese escenario que empezaba a tener una resonancia a nivel nacional. “A German Cazenave, se le ocurrió la idea de que Cafrune presentara a la Negra como una rebeldía suya y tirara la bronca contra la comisión sobre el escenario, así ningún artista se quejaba”, cuenta Marcelo Simón que estuvo en esa reunión.
La presencia imponente y carismática de Cafrune, metro y ochenta de altura, voz grave, sombrero de ala ancha, una barba como la de los revolucionarios cubanos, era la única capaz de ese tipo de transgresiones y allanaría el camino a Mercedes Sosa. “Como no se podían presentar artistas que no estuvieran en la nómina, se urdió todo ese episodio para que Jorge Cafrune, hiciera irrumpir en el escenario a una cantora genial, desconocida por el público: la Sosa. La idea fue de German Cazenave con mi complicidad y pocos más”, dice Marcelo Simón.
La presentación de Jorge Cafrune quedó para la historia: “El festival de Cosquín se caracteriza por dar año a año una o varias figuras nuevas todos los años. Me voy a recibir un tirón de orejas pero qué le voy a hacer: siempre he sido así, galopiador contra el viento. Les voy a ofrecer el canto de una mujer purísima que no ha tenido oportunidad de darlo. Como les digo, aunque se arme bronca, les voy a dejar a ustedes a una tucumana: Mercedes Sosa”.

Mercedes murió convencida de que la comisión no la quería dejar subir a cantar porque estaba afiliada al partido comunista. Tampoco supo el plan para ayudarla de Cazenave y otros miembros. “Nunca le pudimos contar la verdad a Mercedes, nunca se dio. Ella creyó que había sido sólo una rebeldía de Cafrune, pero ya estaba arreglado con la comisión para que subiera. Sí se lo llegué a contar a su hijo Fabián tiempo después, cuando la Mecha ya no estaba”, dice Irina Cazenave, hija de German Cazenave, otro de los fundadores del festival, que se criaría junto a su hermano tras bambalinas y llegaría a tomar decisiones en la Comisión de Folklore en 2005. 

Yo siempre tuve problemas con la comisión, no sé por qué... En ese tiempo porque era comunista, sigo siéndolo, pero por entonces era mala palabra. Canté con una cajita, nomás. Tuve un éxito muy grande, y ahí ya me contrató la Philips para grabar. Fue una actuación muy importante en mi carrera. Es más, fue la definitiva.
Mercedes Sosa.

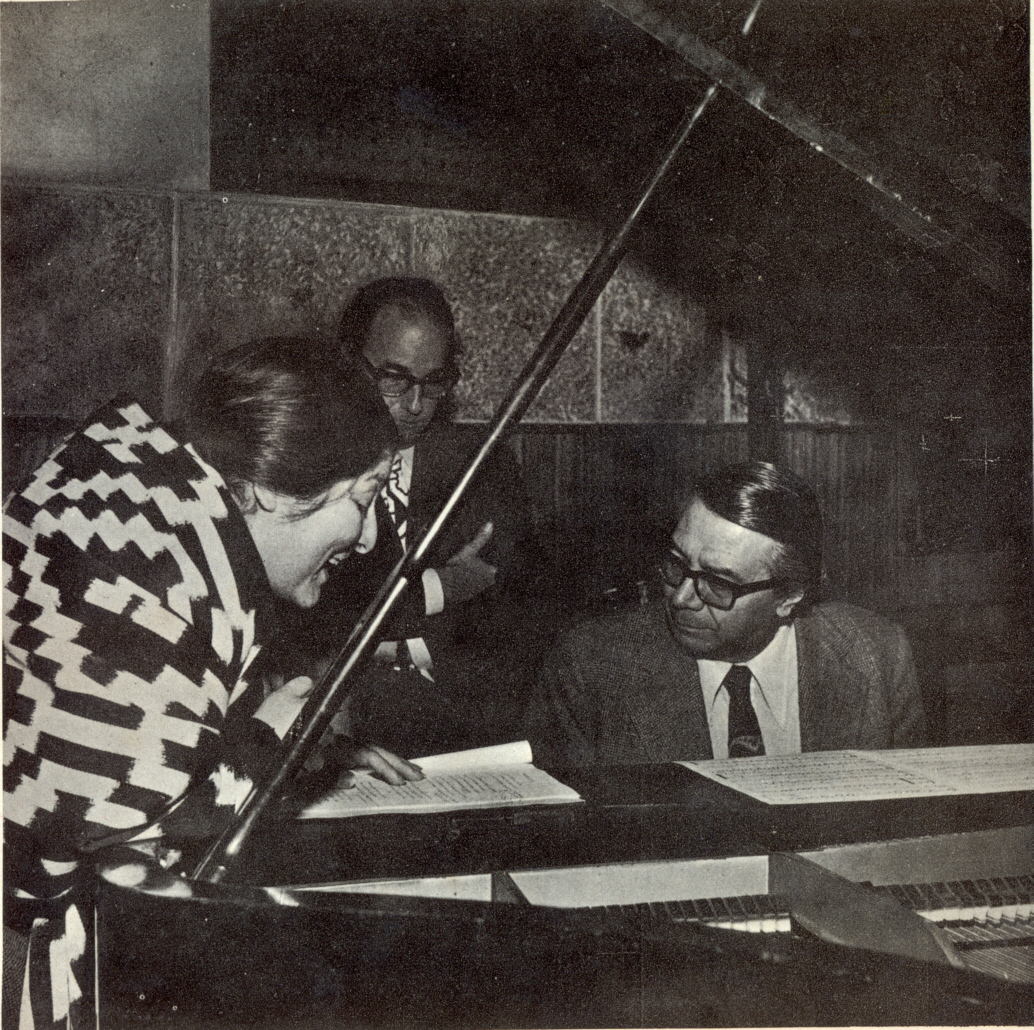
Mercedes Sosa junto a Félix Luna (de pie) y Ariel Ramírez (al piano), con quienes realizó álbumes destacados como la Misa Criolla (1965), Mujeres argentinas (1969), y Cantata sudamericana (1972).

Luego de cumplirse el aniversario número 54 de su participación en Cosquín, el 31 de enero de 2019 Google homenajeó a Mercedes Sosa con un doodle con su figura.
El éxito de Cosquín le significó de inmediato un ofrecimiento del sello PolyGram para grabar un álbum ―su tercero― que salió en 1966 con el título de Yo no canto por cantar, con el que alcanzó una fama que nunca la abandonaría. El disco tiene en su portada un retrato de Carlos Alonso ―pintor mendocino adherente al Nuevo Cancionero― e incluye las bellas canciones «Zamba para no morir» (“Romperá la tarde mi voz...”, de Hamlet Lima Quintana) y «Zamba azul» (“Como un limpio amanecer era tu pollera azul...”, de Armando Tejada Gómez y Tito Francia). Por esa época lanzó con su voz la obra de los compositores tucumanos Pato Gentilini, el Chivo Valladares y Pepe Núñez, inmortalizando canciones como «Tristeza» de los Hermanos Núñez.
En 1967 hizo una exitosa gira por los Estados Unidos y Europa. En 1968 lanza Con sabor a Mercedes Sosa con «La añera» (“Cuando se abandona el pago... tira el caballo pa’lante y el alma tira pa’trás”) de Arsenio Aguirre y Atahualpa Yupanqui, y «Al jardín de la República» (“Desde el norte traigo en el alma”) de Virgilio Carmona, un tema dedicado a Tucumán su provincia natal, con el que siempre se la identificaría.
En 1970 incluyó en su disco El grito de la tierra el tema «Canción con todos» de Armando Tejada Gómez y César Isella, que ha sido considerado el himno no oficial de América Latina. En el mismo álbum se incluyen otras dos canciones de gran importancia en su repertorio como «Duerme negrito» (recopilación de Atahualpa Yupanqui) y «La pomeña» (de Gustavo Leguizamón y Manuel J. Castilla).
Sobre el cambio de década publicó tres discos conceptuales en colaboración con el compositor Ariel Ramírez y el letrista Félix Luna: Mujeres argentinas (1969), Navidad con Mercedes Sosa (1970) y Cantata sudamericana (1971), incluyendo en el primero la zamba «Alfonsina y el mar» y «Juana Azurduy».

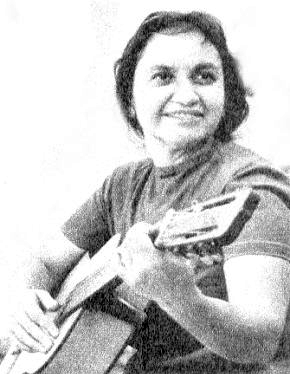
La cantautora chilena Violeta Parra (1917-1967), inspiración del canto de Mercedes Sosa.

### Gracias a la vida
En la primavera de 1969 realizó su primera presentación en Chile. Simultáneamente grabó un disco simple dedicado a dos autores chilenos: en el lado A, «Gracias a la vida» (de Violeta Parra) y en el lado B, «Te recuerdo Amanda» (de Víctor Jara).
En 1971, en coincidencia con el gobierno de Salvador Allende en Chile, grabó uno de sus álbumes más destacados, Homenaje a Violeta Parra, en tributo a la cantautora chilena, donde vuelve a incluir «Gracias a la vida» y otros temas como «Volver a los 17» y «La carta» ―con Quilapayún―, alcanzando un notable éxito en toda América Latina. Se trata de uno de sus mejores discos y de una interpretación consagratoria tanto para el canto de Mercedes Sosa, como para las canciones de Violeta Parra. El álbum se inicia con un recitado de fragmentos del poema «Defensa de Violeta Parra», que su hermano Nicanor Parra escribiera dos años antes de que Violeta muriera. Casualmente, Mercedes moriría un 4 de octubre, día de nacimiento de Violeta. Isabel Parra, hija de Violeta y notable cantautora ella misma, ha dicho que siempre le «pareció natural que Mercedes cantara a Violeta porque Violeta habría hecho lo mismo con Mercedes. Se habrían querido y se habrían entendido y se habrían, digamos, regocijado una a otra de lo que significa meterse en el arte popular y en el canto comprometido, en el canto revolucionario».

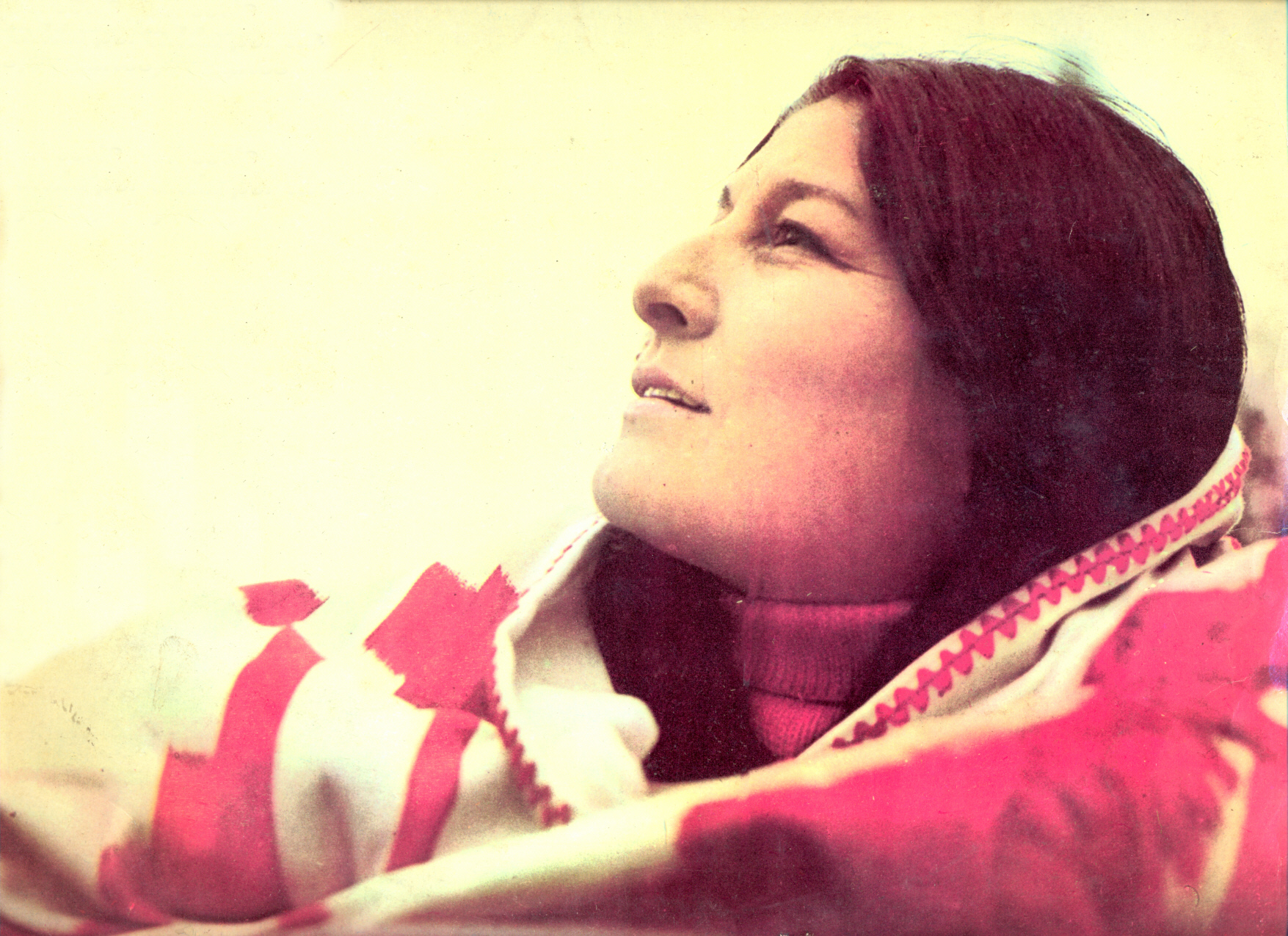
Mercedes Sosa en la portada del álbum Hasta la victoria (1972).

En 1972 lanzó Hasta la victoria, con temas como «Balderrama» y «La arenosa» (de Leguizamón y Castilla) y «Los hermanos» (de Yupanqui).
En enero de 1973 realizó su primera actuación en España, durante la dictadura franquista, en un recital realizado en el Palacio de los Deportes de Barcelona, del que el gobierno prohibió que se realizara publicidad. Pese a ello el lugar se colmó y la gente coreó sus canciones, hasta el punto de conmoverla y hacerla llorar de emoción.
Ese año (1973) publicó el álbum A que florezca mi pueblo donde incluyó «Chacarera de un triste» (“¿Para qué quiero vivir con el corazón deshecho...?”, de los Hermanos Simón, «Cuando estoy triste» (“Cuando estoy triste lijo mi cajita de música...”, un poema de José Pedroni musicalizado por Damián Sánchez) y «Se equivocó la paloma» (un poema de Rafael Alberti musicalizado por Carlos Guastavino en 1941). El 11 de septiembre de 1973 se produjo el golpe de Estado de Augusto Pinochet en Chile y Mercedes Sosa juró no volver a cantar en ese país mientras la dictadura permaneciera en el poder. Ese año grabó el álbum Traigo un pueblo en mi voz, con temas como «Cuando tenga la tierra» (de Daniel Toro y Ariel Petrocelli), «Triunfo agrario» (de César Isella y Armando Tejada Gómez), «Si un hijo quieren de mí» (de Ariel Ramírez y Juan L. Ortiz), y dos poemas musicalizados del poeta peruano César Vallejo.
En 1974 la cantante de protesta estadounidense Joan Báez visitó la Argentina y en su recital cantó ―a dúo con Mercedes Sosa― Gracias a la vida. Ese año Báez había publicado un álbum en castellano titulado precisamente Gracias a la vida, canción que conoció por la versión de Mercedes, de 1971, y que popularizó entre el público de habla inglesa. Ambas se conocieron en la gira de Mercedes Sosa realizada en el año 1974 en Norteamérica.
Su debut en televisión fue en el programa uruguayo El Show del Mediodía, que conducía el conductor y comediante Cacho de la Cruz.

### Persecución política
En su juventud fue simpatizante de Juan Domingo Perón, pero luego apoyó las causas de izquierda política a lo largo de su vida, afiliándose al Partido Comunista en los años sesenta. Tras el golpe de Estado del 24 de marzo de 1976 fue incluida en las listas negras del régimen militar y sus discos fueron prohibidos.
En 1976, recién instalada la dictadura, lanzó Mercedes Sosa, la mamancy, donde incluyó el «Poema n.º 15» de Pablo Neruda (“Me gusta cuando callas porque estás como ausente...”, de su famoso libro Veinte poemas de amor y una canción desesperada) musicalizado por Víctor Jara. También incluyó Drume negrita del cubano Eliseo Grenet.
Desde 1976 realizó giras por Europa y el norte de África con el joven guitarrista de Chabuca Granda, el argentino-peruano Lucho González (1946-). Terminaron la gira en Brasil, donde grabaron otra versión de «Volver a los diecisiete» con Milton Nascimento.

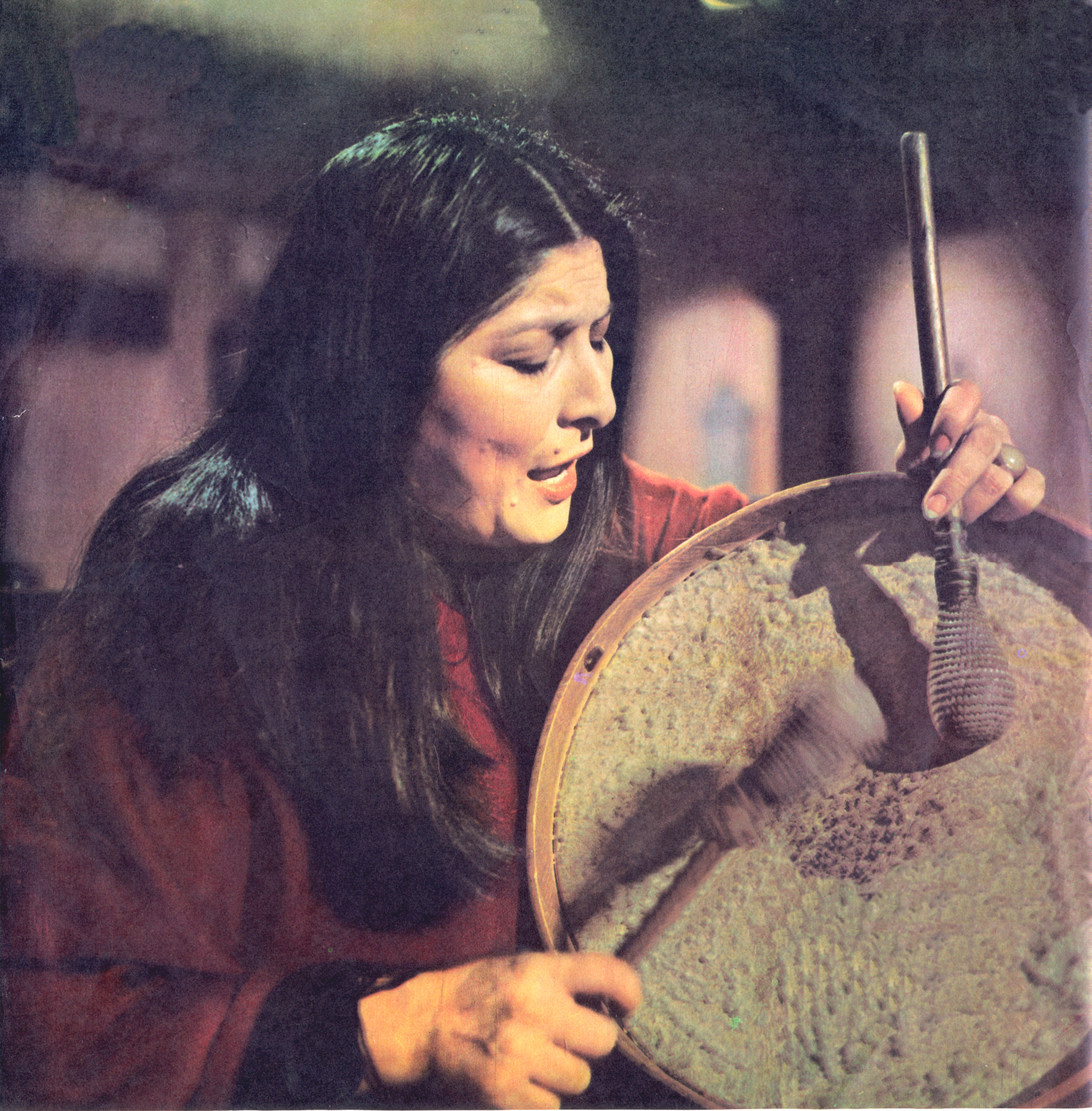
Mercedes Sosa en 1973.

Mercedes Sosa trató de permanecer en la Argentina pese a las prohibiciones y las amenazas, hasta que en 1978, en un recital en La Plata, fue cacheada y detenida en el propio escenario y el público asistente arrestado.
El hecho fue relatado por una admiradora llamada como ella Mercedes, que asistió al recital y dejó el siguiente mensaje en la página oficial de Mercedes Sosa poco después de su muerte:

La única noche que estuve presa fue después de un recital tuyo en La Plata, en el viejo Almacén San José. Te habías entusiasmado y cantado canciones no permitidas, habías abierto las ventanas para que escuchen los que no podían pagar. Estábamos todos eufóricos. Pero llegaron ellos con sus armas, haciendo por fin visible lo que sabíamos que pasaba. Nosotras en fila en el patio, apuntadas, aterradas; vos, tal vez con tu propio miedo, en una oficina donde te hacían escuchar los temas que cantaste, mostrándote tu desobediencia. A las seis de la mañana, consideraron que ya nos habían dado la lección y salimos al sol. ¿Sabés qué? Valió la pena. Si estás cansada, que tu partida sea en paz. Sabremos entender.
Mercedes.

Se exilió en 1979: primero en París y luego en Madrid. Durante la dictadura militar y mientras se encontraba censurada lanzó varios álbumes, destacándose Mercedes Sosa interpreta a Atahualpa Yupanqui (1977), uno de sus álbumes más logrados, y Serenata para la tierra de uno (1979), tomando como mensaje la canción del mismo título de María Elena Walsh: «Porque me duele si me quedo, pero me muero si me voy». También en 1977 Mercedes grabó un simple con dos canciones de Milton Nascimento: Cio da terra (con Chico Buarque) y San Vicente (con Fernando Brant). Inició así la costumbre de incluir canciones brasileñas, una costumbre inhabitual en la música hispanoamericana de ese entonces; algunas de ellas se convertirían en clásicos de su cancionero, como María María (también de Nascimento y Brant) que estrenaría al volver a la Argentina en 1982.

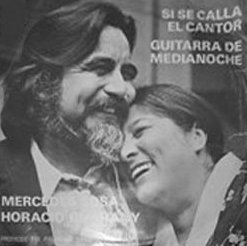
Horacio Guarany y Mercedes Sosa. En 1977 ambos registran Si se calla el cantor en un simple.

En 1981 grabó en Francia el álbum A quién doy, con la dirección musical y artística de José Luis Castiñeira de Dios, quien aportó un sonido renovado y un enfoque latinoamericano del repertorio que influiría decisivamente en el canto de Mercedes Sosa desde entonces. El título está tomado de la canción de Julio Lacarra con que se inicia el álbum, referido al exilio (“A quien doy las cuerdas de mi guitarra, para que no suenen tristes a la hora de mi adiós”). El álbum incluyó otras canciones llenas de tristeza por el exilio, que permanecerían en su repertorio habitual, como «La flor azul» (“Dile, dile, chacarera, a esa flor azul, que de noche yo la busco por la Cruz del Sur”, de Mario Arnedo Gallo y A. R. Villar), «Cuando me acuerdo de mi país» (“Cuando me acuerdo de mi país, me escribo de sal, me atraso de bien, me angustio de tren, me agrieto de mar, me enfermo de andén”, del chileno Patricio Manns), y el clásico tango «Los mareados» (“Esta noche amiga mía, el alcohol nos ha embriagado, qué me importa que se rían y nos llamen los mareados”, de Juan Carlos Cobián y Enrique Cadícamo, el primer tango grabado por la cantante). A quien doy fue lanzado en Argentina con un repertorio diferente del original publicado en Francia, ya que la censura no admitió que se difundieran «Sueño con serpientes» (del cubano Silvio Rodríguez), «Fuego en Anymaná» (de César Isella y Armando Tejada Gómez), ni «Gente humilde» (de Garoto, Vinicius de Moraes y Chico Buarque).

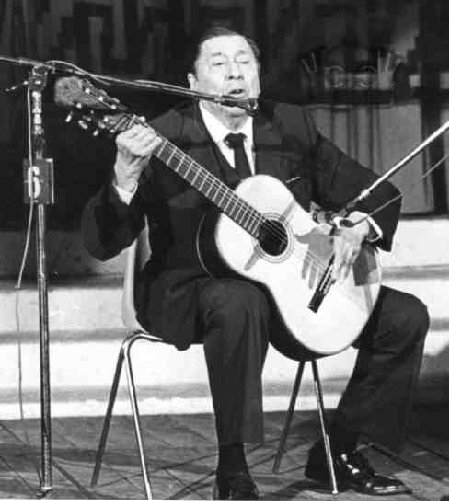
Atahualpa Yupanqui en 1979

El exilio fue muy doloroso para Mercedes Sosa. Su segundo esposo, Pocho Mazitelli, había muerto el año anterior, en 1978 y ella ha contado que en ese momento llegó a pensar en suicidarse.

### Regreso del exilio
Volvió a la Argentina en febrero de 1982, poco antes de que la dictadura militar se viera obligada a iniciar el traspaso del poder a un gobierno civil, tras la Guerra de Malvinas. En esa ocasión realizó una serie de recitales históricos a sala repleta en el Teatro Ópera de Buenos Aires, que se convirtieron en un acto cultural contra la dictadura, a la vez que un hecho renovador de la música popular argentina, al incluir temas y músicos provenientes de diferentes corrientes musicales, como el folclore, el tango y el rock nacional.

Lo grande fue que estaba toda la gente, más que amándome a mí, amándose a ellos.
Mercedes Sosa.

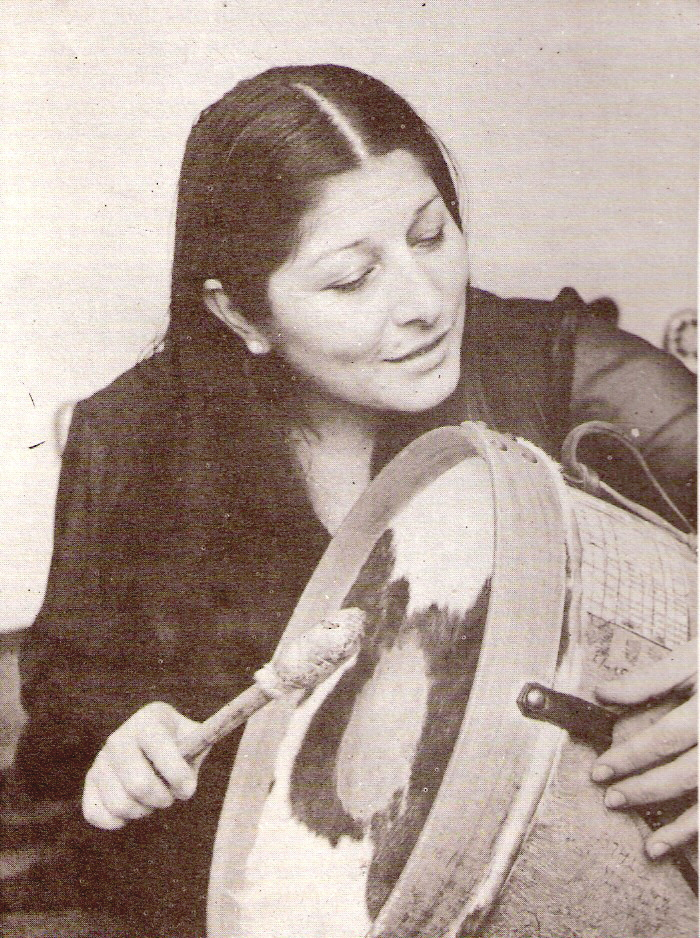
Mercedes Sosa en 1980.

Fueron trece recitales a sala llena y entre los invitados de los recitales estuvieron el litoraleño Raúl Barboza, el pianista Ariel Ramírez, el tanguero Rodolfo Mederos, el compositor del rock nacional Charly García, el cantautor del rock León Gieco, el chamamecero Antonio Tarragó Ros. La dirección musical y los arreglos artísticos estuvieron a cargo de José Luis Castiñeira de Dios. Los músicos de soporte de Mercedes Sosa fueron el guitarrista uruguayo Omar Espinoza y el percusionista Domingo Cura. En el recital incluyó dos canciones no folklóricas y una litoraleña, que resultarían emblemáticas de su repertorio: «Como la cigarra» (“Tantas veces me mataron, tantas veces me morí, sin embargo estoy aquí resucitando”, de María Elena Walsh), «Solo le pido a Dios» (“Solo le pido a Dios que la guerra no me sea indiferente”, de León Gieco) y «María va» (de Antonio Tarragó Ros). En el repertorio también se incluyó «Sueño con serpientes» y «Años» (“El tiempo pasa...”), de los cubanos Silvio Rodríguez y Pablo Milanés respectivamente, que habían sido prohibidos por el régimen militar, en la que fue la primera difusión masiva de esos autores en Argentina. Junto a Charly García interpretó «Cuando ya me empiece a quedar solo», en lo que significó un acercamiento histórico del folklore y el rock.
Sobre la capacidad universalista de Mercedes Sosa para integrar rock y folklore, Mariano Blejman dijo:

Tal vez el primer tema que cantó de rock fue Cuando ya me empiece a quedar solo de Charly García [...] Con una notable capacidad para integrar mundos, Mercedes Sosa entendió que el rock argentino era parte del Nuevo Cancionero; y en años siguientes cantó también junto a Fito Páez (grabó el disco Yo vengo a ofrecer mi corazón en 1985). [...] Pero, curiosamente, el rock no fue mucho más allá de Mercedes Sosa. La amplia camada del Nuevo Cancionero no percudió la retórica del rock. [...] Mercedes Sosa hizo más por legitimar el rock socialmente que lo que el rock hizo por interpretar a los artistas [del Nuevo Cancionero] [...] ¿Y quién, entre los roqueros actuales, sabe quién fue Tejada Gómez? ¿Y entre su público?
Mariano Blejman

Mercedes Sosa contó que su emoción era tan grande que para poder cantar tuvo que ignorar al público y no mirarlo en ningún momento.
La actuación fue registrada en un doble álbum bajo el título Mercedes Sosa en Argentina, que constituyó un éxito de ventas y uno de los discos destacados de la historia musical del país.
Tras su regreso a Argentina en 1982, con la serie de famosos recitales, debió volver al exilio cuando se enteró de que uno de los genocidas, el almirante Carlos Alberto Lacoste preguntó: «¿Quién dio permiso a Mercedes Sosa para estar en mi país?».
En 1983 participó junto a otros destacados músicos latinoamericanos en el histórico Concierto por la Paz en Centroamérica en solidaridad con el gobierno sandinista de Nicaragua, amenazado en ese momento por las acciones de los Contras sostenidos desde Estados Unidos. El recital fue registrado en un álbum titulado Abril en Nicaragua, que Mercedes Sosa cierra con «Solo le pido a Dios» (de León Gieco) y «Cuando tenga la tierra» (de Daniel Toro y Ariel Petrocelli).
En ese mismo año 83, graba el álbum Como un pájaro libre (título tomado de la canción del mismo nombre de Adela Gleijer y Diana Reches), que incluye entre otros temas «Dulce madera cantora» (de Víctor Heredia) y «Grito santiagueño» (de Raúl Carnota). El álbum y la canción de Gleijer, dieron título a una película documental dirigida por Ricardo Wullicher en la que se registran los recitales que la cantante realizó en el estadio de Ferrocarril Oeste. En una entrevista en esa película, Mercedes Sosa explica de dónde vino su acercamiento al rock y otros géneros que anteriormente habían sido ignorados por ella:

En el ’81 fui a ver Submarino amarillo en España, y me admiré y me dio vergüenza de mí misma, por haber tenido el prejuicio de no verla cuando se estrenó. De la misma manera yo no había escuchado a Charly García ni a Nito Mestre. Indudablemente a ellos les debe haber pasado lo mismo con nosotros. El ser humano está lleno de prejuicios y preconceptos, y la falta de libertad no solo se siente en la libertad colectiva, sino en la libertad mental de cada persona.
Mercedes Sosa.

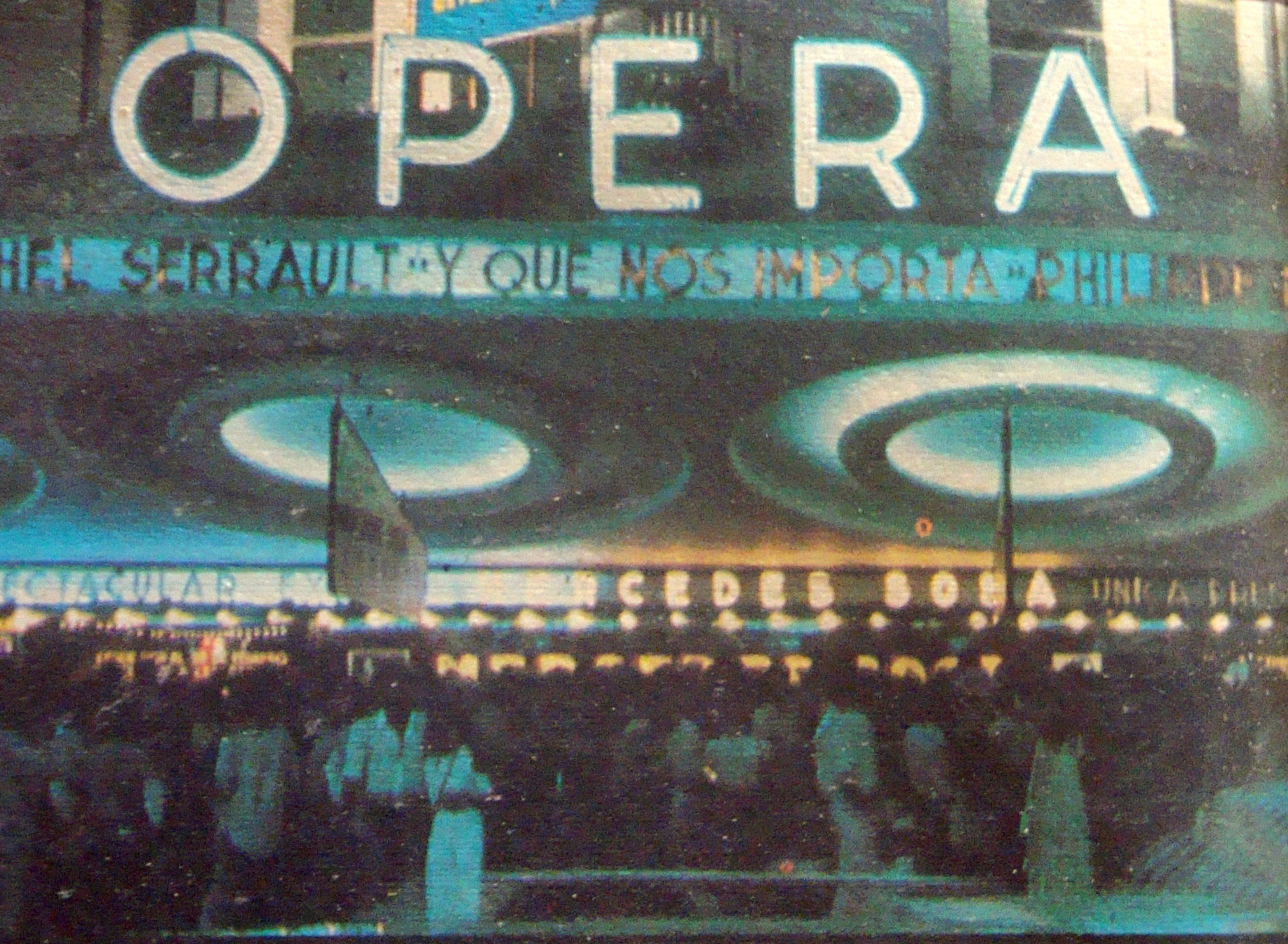
El frente del teatro Ópera en febrero de 1982, durante las presentaciones de Mercedes Sosa, tras su regreso del exilio.

Recién pudo radicarse en Argentina luego de recuperarse la democracia el 10 de diciembre de 1983. Se mostró comprometida con las luchas por los derechos humanos y la preservación del régimen democrático. En los años siguientes se mostraría cercana a los presidentes Raúl Alfonsín (1983-1989), Néstor Kirchner (2003-2007) y Cristina Fernández de Kirchner (2007-2011), y mantendría distancia con el presidente Carlos Menem (1989-1999).
En 1984 lanzó el álbum ¿Será posible el Sur?, donde incluye canciones de gran impacto político, cultural y artístico, como «Todavía cantamos» (de Víctor Heredia), «Todo cambia» (del chileno Julio Numhauser, uno de los fundadores del grupo Quilapayún) y «Como pájaros en el aire» (de Peteco Carabajal).
En 1985 dio a conocer dos álbumes. El primero fue Yo vengo a ofrecer mi corazón, tomando el título de la canción del roquero Fito Páez (“¿Quién dijo que todo está perdido? Yo vengo a ofrecer mi corazón”), en el que también se incluyen «Razón de vivir» (de Víctor Heredia) y «Canción para Carito» (de León Gieco y Antonio Tarragó Ros). El otro álbum fue Corazón americano, registro del recital que realizó junto a Milton Nascimento y León Gieco, en el que también participa como invitado Gustavo Santaolalla y Antonio Tarragó Ros.
Como productora, organizó en 1988 uno de los espectáculos más importantes presentados en la Argentina: Sin Fronteras, que reunió en el estadio Luna Park de Buenos Aires a las argentinas Teresa Parodi y Silvina Garré, la colombiana Leonor González Mina, la venezolana Lilia Vera, la brasileña Beth Carvalho y la mexicana Amparo Ochoa, además de la propia Mercedes.
Ese mismo año Mercedes Sosa y Joan Báez se propusieron realizar juntas una presentación en Santiago de Chile ―ambas fueron determinantes en la difusión mundial del arte de Violeta Parra― con el fin de apoyar a las fuerzas democráticas chilenas en la campaña del "NO", en víspera del plebiscito convocado por Augusto Pinochet que determinaría si el dictador seguiría gobernando hasta 1997. Frente a eso, políticos del régimen dictaron una orden de prohibir su ingreso a Chile.
La campaña del "SI" (campaña pro-Pinochet) perdió el referéndum y debió convocar a elecciones presidenciales un año después, para entregar el gobierno en marzo de 1990. Ya restablecida la democracia, Mercedes Sosa cantaría por primera vez en Chile en 1992, volviendo varias veces desde entonces.

### Consagración mundial
En los años 1990 Mercedes Sosa se consagró como una de las mejores cantantes del mundo y comenzó a ser llamada La Voz de América.
Continuó dando recitales exitosos dentro y fuera de Argentina, actuando en estadios y en los escenarios más grandes y prestigiosos como el Lincoln Center, el Carnegie Hall donde recibió una ovación de 15 minutos, el Mogador de París y el Concertgebouw de Ámsterdam, el Teatro Colón de Buenos Aires, en el Coliseo de Roma, etc.
En 1991 publicó su álbum número 30, De mí, título tomado de la canción de Charly García (“Cuando estés mal, cuando estés sola, cuando ya estés cansada de llorar, no te olvides de mí”) y que incluye también «Una canción posible» (“Vivir sin esta vida es imposible para mí”, de Víctor Heredia, que la cantante consideraba la que mejor expresaba sus emociones frente a la dictadura), «Oh, qué será» (de Milton Nascimento y Chico Buarque, que Sosa canta con Julia Zenko), «El tiempo es veloz» (del roquero David Lebón) y «Oh, melancolía» (de Silvio Rodríguez).
En 1992, ya caído Pinochet, volvió a presentarse en Chile. Realizó tres actuaciones en Viña del Mar y en Santiago de Chile. En la Quinta Vergara de Viña del Mar, inició su actuación con «Todavía cantamos» de Víctor Heredia y conmovió al público repitiendo varias veces «¡Ya cayó, ya cayó!» mientras este coreaba el estribillo de «Todo cambia».
Luego actuó en Santiago, en el entonces llamado Estadio Chile ―en 2004 renombrado Estadio Víctor Jara―, donde homenajeó a Víctor Jara, torturado y asesinado en ese lugar. Al año siguiente volvió para intervenir en el Festival Internacional de la Canción de Viña del Mar. En esta ocasión fue designada por los organizadores del Festival para integrar también el jurado, pero algunos músicos chilenos se opusieron terminantemente a que «una extranjera» pudiera juzgar a los artistas chilenos y Mercedes Sosa debió renunciar.
En aquel momento el alcalde de Viña del Mar calificó el hecho como un «espectáculo lamentable» para el mundo.
En diciembre de 1994 representó a las voces de América, en el Segundo Concierto de Navidad realizado en la Sala Nervi de la Ciudad del Vaticano, una iniciativa por la paz del papa Juan Pablo II que se inició en 1993 y que se volvió una importante convocatoria cultural global desde entonces. Allí cantó «Mi madre María» (de Víctor Heredia) y «Navidad 2000» (de Antonio Nella Castro e Hilda Herrera).
El recital fue registrado en un álbum doble y lanzado en Italia bajo el título Concerto di Natale (1995 Columbia Sony COL 481008).
En 1995 decidió que no cantaría más en su tierra natal ―la provincia de Tucumán― debido a la elección del represor Antonio Domingo Bussi como gobernador de la provincia y mientras se mantuviera en el poder. El 10 de diciembre de 1999 Bussi dejó de ser gobernador, y 16 días después la Negra volvió a cantar en Tucumán diciendo: «Así como decidí hace muchos años no cantar más en Chile mientras gobernara Pinochet, yo decidí en su momento no volver a cantar más aquí mientras gobernase Bussi».
En 2008 Bussi fue condenado a cadena perpetua por sus crímenes contra la humanidad.
En 1997 integró el grupo de 23 personalidades mundiales que formaron la Comisión de la Carta de la Tierra, en representación de América Latina y el Caribe.
En esa calidad firmó la primera versión de la Carta de la Tierra.

### Últimos trabajos

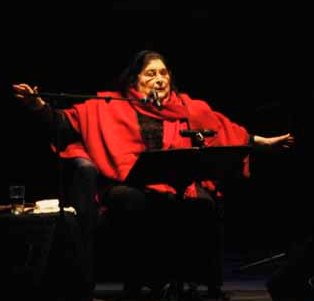
Mercedes Sosa en 2008, en Heredia (Costa Rica), en uno de sus últimos recitales, con su tradicional poncho rojo, característico del noroeste argentino.

El 28 de enero de 1997 Mercedes Sosa cerró el Festival de Cosquín incorporando a Charly García, uno de los emblemas del rock argentino. El hecho fue motivo de discusiones entre quienes sostienen una versión más acotada de la música folklórica y aquellos que la visualizan más relacionada con los diversos géneros que integran la música popular. Ambos artistas interpretaron «Rezo por vos», «Inconsciente colectivo», «De mí» y la versión roquera de García del «Himno Nacional Argentino» y recibieron una ovación, conformando una de las noches históricas del festival. Mercedes Sosa por su parte anunció en ese momento su decisión de no volver a Cosquín, agotada por las polémicas:

Cosquín se acabó para mí. Estoy cansada de las polémicas, y de esta relación amor-odio con Cosquín. Es verdad que la gente me quiere mucho, pero cada vez que venía tenía que estar rindiendo examen y ya estoy un poco cansada de eso.
Mercedes Sosa.

Mercedes Sosa y Charly García mantuvieron una estrecha relación de amistad y grabaron ese mismo año de 1997 el álbum Alta fidelidad, enteramente dedicada a las canciones del roquero. En 1997 fue la voz protagónica del álbum Alta fidelidad, acompañada, entre otros, por el ya casi mítico actor Alfredo Alcón en la canción «Los sobrevivientes». Al finalizar la grabación Mercedes fue afectada por una depresión aguda la llevó al borde de la muerte durante varios meses.

Le llevó casi un año recuperarse. El disco de aquel regreso se tituló Al despertar y fue producido por el Chango Farías Gómez, uno de los músicos claves del boom del folklore argentino, ganando el Premio Gardel al Disco del Año. El disco incluye dos canciones dedicadas a ella: «Almas en el viento» (“Si no hay palabras en tu dolor, yo seré el canto, seré tu voz”, de su pianista Popi Spatocco) y «Al despertar» (de Peteco Carabajal), que da título al álbum. Se incluye también el tema «Indulto» de Alejandro Lerner, una crítica a las leyes de impunidad que cerraron los juicios por crímenes de lesa humanidad. Volvió a dar recitales multitudinarios en la Argentina y volvió a realizar giras por el mundo.

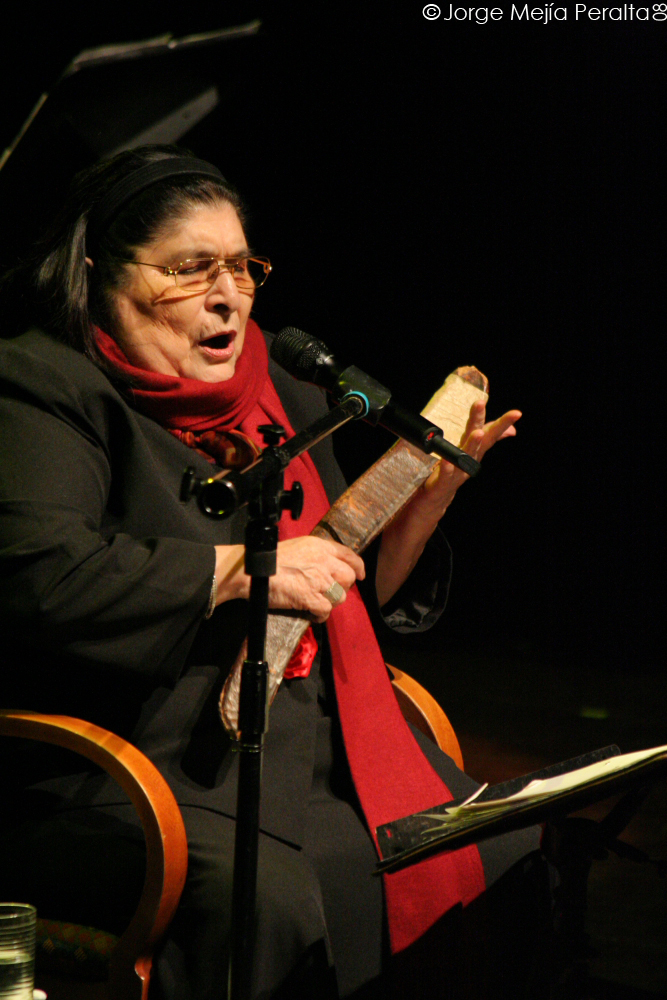
Mercedes Sosa en el Teatro Nacional Rubén Darío de Managua, Nicaragua, 2008. En su mano tiene una vaina de chivato, un tradicional instrumento indígena.

En 1999 Sosa grabó la Misa criolla de Ariel Ramírez, una famosa obra de entrecruzamiento entre música académica y folclórica argentina, dedicándosela a su madre. Más allá de lo artístico, el hecho llamó la atención debido a la condición de agnóstica de la cantante. Mercedes aclaró entonces:

Durante toda mi vida las dos hemos tenido respeto: mi madre por mi ideología, y yo por su creencia religiosa. Nunca ella me ofendió a mí ni yo ofendí a mi madre, ni a ningún creyente. Nunca jamás canté ninguna canción en contra de Dios, y creo que eso fue gracias a mi madre. Por eso la dedicatoria.

Ese mismo año de 1999 realizó un recital junto a Luciano Pavarotti en el estadio del Club Boca Juniors de Buenos Aires en el que cantaron a dúo dos temas: «Caruso» (de Lucio Dalla) y la canzonetta napolitana «Cuore ingrato».
En 2001 grabó Acústico en el Gran Rex, un disco en vivo. Ese mismo año actuó en Israel por primera vez, volviendo a presentarse en 2008, siendo especialmente recordada por haber cantado en hebreo «Livkot lejá» (‘llorar por ti’), de Aviv Guefen, en memoria del asesinato de Itzhak Rabin.
En 2002 ideó junto a sus amigos León Gieco y Víctor Heredia Argentina quiere cantar. Mercedes ha dicho que, de los artistas famosos, ella solo mantuvo una amistad profunda con León Gieco, Víctor Heredia y los integrantes del conjunto chileno Inti Illimani.
Las presentaciones incluirían varias giras por el país. Entre 2003 y 2005 tuvo internaciones, deshidrataciones y descompensaciones.
En 2003, su hijo Fabián, quien colaboraba con el empresario Mauricio Macri en su campaña electoral para ser jefe de Gobierno de la Ciudad de Buenos Aires, gestionó una visita del candidato a la casa de su madre, con el fin de transmitirle el apoyo de aquel a la propuesta de la cantante de crear un Museo de Arte Popular Latinoamericano en la ciudad, iniciado con una gran donación suya de objetos artísticos de gran valor. La visita, sin embargo fue manipulada políticamente y se informó falsamente que Mercedes Sosa había apoyado la candidatura de Mauricio Macri, un político con una ideología diametralmente opuesta a la que sustentara la cantante durante toda su vida. El diario La Nación presentó la visita con una foto de Macri tomando de la mano a Mercedes, bajo el subtítulo de «Elecciones en la Capital: las otras alianzas» e informando que «la cantante le expresó su apoyo en la carrera política».
Mercedes Sosa se enojó mucho, retiró su ofrecimiento y desmintió su apoyo a Macri, informando públicamente que en las elecciones presidenciales había votado por Néstor Kirchner. Sin embargo los medios de comunicación casi no informaron sobre su desmentida y persistió la creencia errónea de que Mercedes Sosa había apoyado a Macri. Ella misma aclaró con las siguientes palabras la enojosa situación:

Periodista: Usted aclaró hace poco que no le dio apoyo a Mauricio Macri para las elecciones porteñas. ¿Se arrepiente de haberlo recibido en este living en tiempos de campaña electoral?
Mercedes Sosa: Me arrepiento de que haya habido tantos periodistas presentes. Yo, ganara quien ganara, quería donar mis cosas para el proyecto del Museo de la Música Popular Latinoamericana. Era para la ciudad de Buenos Aires, no para Macri. Pero se distorsionó todo; nos han ofendido mucho a mí y a mi hijo Fabián. Ahora no pienso darle los objetos a nadie, gane Ibarra o gane Macri. Nunca he dado motivo para alguien hable mal ni para que se burlen y esto me duele. Quiero que sepa que si aparece un mecenas para el museo no va a ser un político.

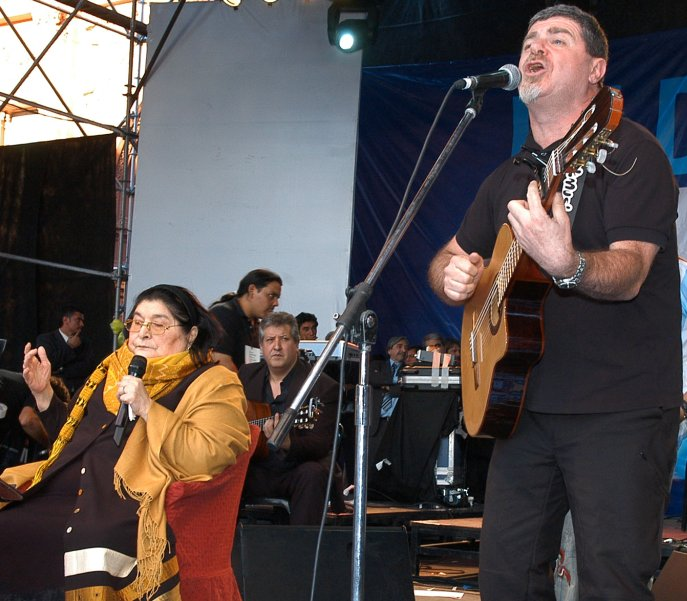
Mercedes Sosa y el roquero Gustavo Santaolalla cantando en Plaza de Mayo. Una de las características de Mercedes Sosa fue comunicar estrechamente la música folklórica con el rock nacional argentino.

En 2003 fue invitada por la pianista de música académica Martha Argerich a realizar juntas un recital en el teatro Colón. Mercedes Sosa lo consideró un honor no imaginado y manifestó que sus mayores sueños eran cantar con la italiana Mina o con Carlos Santana, pero que la invitación de una concertista del nivel de Argerich superaba todas sus expectativas: «Esto es como un sueño».
El recital se realizó el 7 de septiembre de ese año e incluyó también a la Camerata Bariloche y el guitarrista Eduardo Falú. El recital cerró con Martha Argerich y Mercedes Sosa realizando juntas cinco canciones: Allá lejos y hace tiempo (de Ariel Ramírez y Armando Tejada Gómez), Canción del árbol del olvido (de Alberto Ginastera y Fernán Silva Valdés), Las cartas de Guadalupe (de Ariel Ramírez y Félix Luna), El alazán (de Atahualpa Yupanqui) y Alfonsina y el mar (también de Ariel Ramírez y Félix Luna).
En 2004, Mercedes Sosa le concedió al Frente Amplio de Uruguay su versión de la canción «Todo cambia», que esa fuerza utilizó en la campaña electoral que le dio el triunfo a Tabaré Vázquez.
El año 2005 fue su gran regreso con un disco despojado, Corazón libre, editado por el sello alemán Deutsche Grammophon y con producción y dirección artística del Chango Farías Gómez. El álbum toma el título de una canción de Rafael Amor (“Los únicos vencidos, corazón, son los que no luchan”). Mercedes Sosa ya había cantado el tema dos veces: en 1989 junto al propio Rafa Amor y Alberto Cortez en el álbum de aquel también titulado Corazón libre y en 2000, en la placa Amor, del poeta. El álbum cuenta también con una versión de la clásica zamba Tonada del viejo amor, de Jaime Dávalos y Eduardo Falú, cantada a dúo con este último, quien también interpreta la guitarra. La placa obtuvo un Premio Grammy Latino y el Premio Gardel en la Argentina.
En 2007 fue la principal figura del Festival de la Democracia, que festejó un nuevo aniversario del regreso de la democracia argentina (en diciembre de 1983) y la asunción de la presidenta Cristina Fernández de Kirchner. Mercedes cantó y compartió escenario junto a otros cantantes como Alejandro Lerner, Ricardo Montaner, Gustavo Santaolalla y Patricia Sosa, ante una multitud de gente agolpada en la Plaza de Mayo.
Volvió a los escenarios y por sus problemas de salud comenzó a cantar sentada. El 30 de junio de 2008 cantó en Tucumán para los presidentes de los países miembros y asociados del Mercosur (Argentina, Bolivia, Brasil, Chile, Paraguay, Uruguay y Venezuela). El repertorio estuvo integrado por cinco canciones: Sabana (del venezolano Simón Díaz), Guitarra, dímelo tú (de Atahualpa Yupanqui), Insensatez (de Chico Buarque), Sufrida tierra (de los santiagueños Mota Luna y Bebe Ponti) y Al jardín de la república.
Su último trabajo es Cantora, lanzado poco antes de su muerte, un álbum doble donde canta 34 canciones a dúo con destacados cantantes iberoamericanos, y cierra con el himno nacional argentino.
A mediados de 2009, Mercedes Sosa editó el que sería el último disco de su vida: Cantora II, el segundo volumen de duetos que realizó con 35 artistas nacionales e internacionales. En el disco, la tucumana hizo dúo con Gustavo Cerati en "Zona de promesas". Ese mismo año, la cantante moriría, y meses después, en mayo de 2010, Cerati entraría en un coma irreversible, que derivó en su fallecimiento.
Cantora I y II, considerado por algunos críticos como “de antología”, incluyeron a músicos como Joan Manuel Serrat, Luis Alberto Spinetta, Jorge Drexler, Caetano Veloso, Soledad, Orozco-Barrientos y Gustavo Santaolalla, León Gieco, Teresa Parodi y Víctor Heredia, por citar algunos a algunos del primer volumen.
En Cantora II Mercedes hace dúo con Cerati y también con Charly García en “Desarma y sangra”; con Calle 13 en “Canción para un niño en la calle”, un testimonial relato de Tejada Gómez, y con Vicentico en “Parao”, entre otros.
De la nominación a tres Grammy Latino, de manera póstuma, ganó en la categoría mejor álbum folclórico por Cantora 1, el primer volumen de duetos en el que ella interpretó clásicos del folclore latinoamericano junto a otras figuras. Este mismo trabajo de la argentina ganó el segundo Grammy como mejor diseño de portada. La obra no ganó por álbum del año 2009.
Sobre el álbum, el cantante Gustavo Cerati expresó: "Me gustó que me convocara para cantar una canción juntos. Fue increíble que me dijera que estaba ella muy nerviosa de verme a mí, o que tuviera palabras de admiración por mi voz siendo ella LA voz. Una persona humilde y grande"

## Colaboraciones

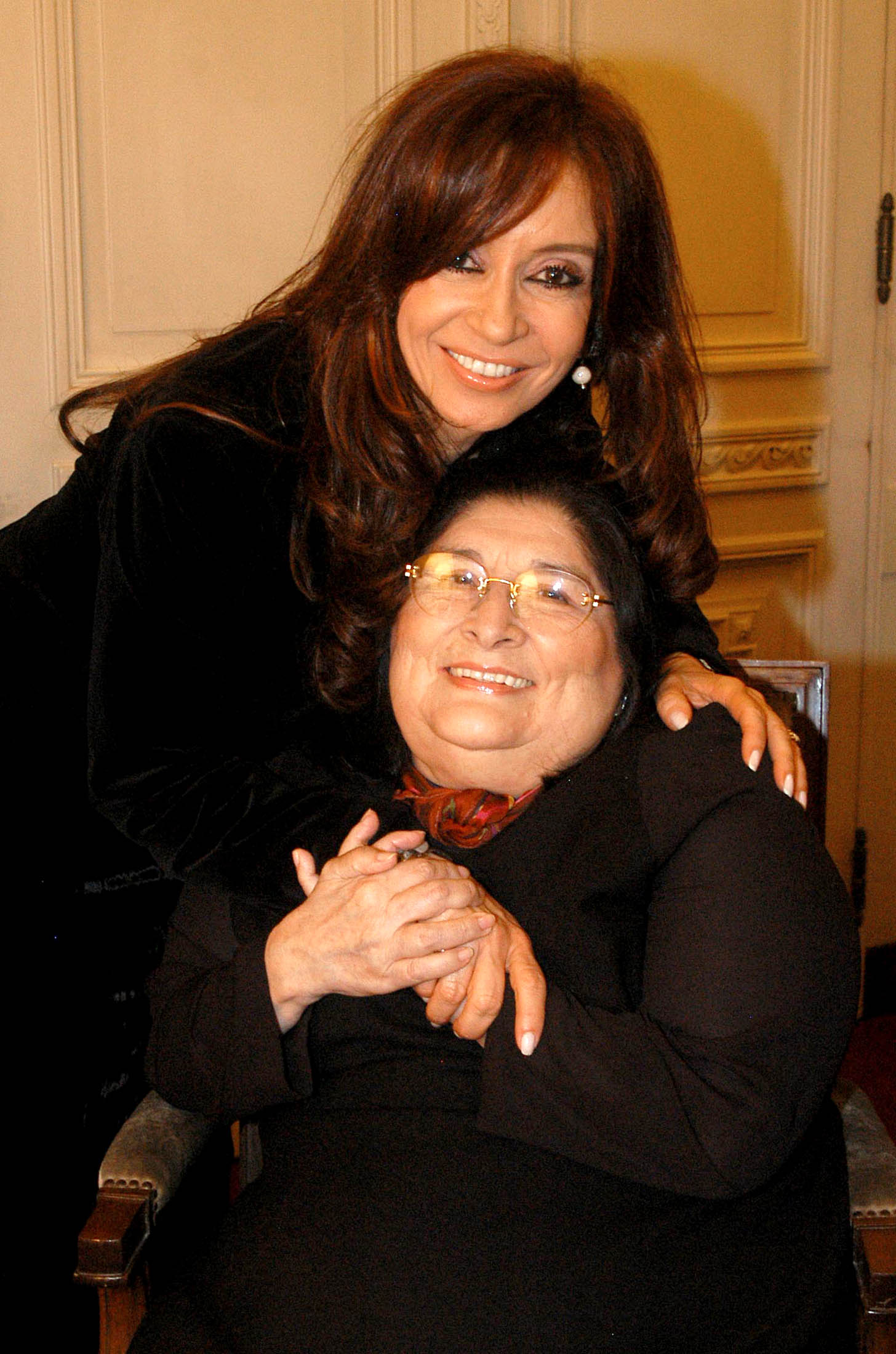
Mercedes Sosa (sentada) con la entonces presidenta argentina Cristina Fernández. Poco antes de morir, la artista se mostró muy preocupada por la manera en que las clases altas se estaban oponiendo al gobierno de la presidenta: «La oligarquía la ahogó y ahora están por sacarla».

Siguió siempre ampliando su repertorio, y grabando en varios estilos. Fue convocada por artistas internacionales:
- Antonio Agri
- Alfredo Alcón
- Los Andariegos
- Pedro Aznar
- Joan Báez
- Osvaldo Berlingieri
- Andrea Bocelli
- Luiz Carlos Borges
- Nicolás Colacho Brizuela
- David Broza
- Chico Buarque
- Fernando Cabarcos
- Los Calchakís
- Calle 13
- Oscar Cardozo Ocampo
- Beth Carvalho
- Peteco Carabajal
- Luz Casal
- Gustavo Cerati
- Los Chalchaleros
- José Colángelo
- Gustavo Cordera
- Alberto Cortez
- Gal Costa
- Guadalupe Pineda
- Domingo Cura
- Lucio Dalla
- Eugenia León
- Lila Downs
- Roque Carbajo
- Jorge Drexler
- Raimundo Fagner
- Eduardo Falú
- María Farantoúri
- Chango Farías Gómez
- Leopoldo Federico
- Nilda Fernández
- Charly García
- León Gieco
- Jorge González
- Roberto Goyeneche
- María Graña
- Horacio Guaraný
- Víctor Heredia
- Liliana Herrero
- Illapu
- César Isella
- Kleiton & Kledir
- Alfredo Kraus
- David Lebón
- Alejandro Lerner
- Tania Libertad
- Hilda Lizarazu
- Rodolfo Mederos
- Daniela Mercury
- Pablo Milanés
- Marcela Morelo
- Mariano Mores
- Nana Mouskouri
- Milton Nascimento
- Fito Páez
- Teresa Parodi
- Soledad Pastorutti
- Luciano Pavarotti
- Luciano Pereyra
- Abel Pintos
- Claudia Puyó
- Quilapayún
- Rubén Rada
- Ariel Ramírez
- Facundo Ramírez
- Silvio Rodríguez
- Nacha Roldán
- Jaime Roos
- Joaquín Sabina
- Luis Salinas
- Gustavo Santaolalla
- Ismael Serrano
- Joan Manuel Serrat
- Shakira
- Chango Spasiuk
- Luis Alberto Spinetta
- Sting
- Piero
- Popi Spatocco
- Antonio Tarragó Ros
- Cecilia Todd
- Diego Torres
- Jaime Torres
- Caetano Veloso
- Julieta Venegas
- Vicentico
- Franco de Vita
- Julia Zenko
- Cuarteto Zupay

## Reconocimientos
De los reconocimientos que ha recibido sobresale el Gran Premio CAMU-UNESCO 1996, otorgado por el Consejo Argentino de la Música y por la Secretaría Regional para América Latina y el Caribe, del Consejo Internacional de la Música de la UNESCO, el Martín Fierro 1994 al mejor show musical en televisión.
También el Premio de la UNIFEM, organismo de las Naciones Unidas que la distinguió por su labor en defensa de los derechos de la mujer; Premio Konex de Platino 1985 a la Mejor Cantante Femenina de Folklore y Konex de Brillante 1995 a la «mejor artista popular de la década». También recibió otra distinción, esta vez del Consejo Interamericano de Música de la OEA (Organización de los Estados Americanos).
Ese año, la Conferencia Política Mundial sobre las Mujeres, de la Secretaría General de las Naciones Unidas, la incluyó en la colección discográfica denominada Global Divas. Fue condecorada con honores en el año 2005 por el Senado argentino con el premio Sarmiento en reconocimiento a su trayectoria artística, su compromiso social y su constante lucha en materia de derechos humanos. También ganó premios Grammy Latinos y Premios Gardel. En 2008 fue nombrada por el gobernador Celso Jaque como embajadora cultural de Mendoza junto al grupo Karamelo Santo. También se desempeñó como Embajadora de Buena Voluntad de la UNESCO para Latinoamérica y el Caribe. En 2009 ganó el premio Clarín como «mejor figura 2009», luego de su muerte en octubre de ese mismo año. Raphael cantó el clásico «Gracias a la vida» en honor de Violeta Parra y de Mercedes Sosa en su gira Cincuenta años después, celebrando sus cincuenta años sobre los escenarios.

## Fallecimiento
El 18 de septiembre de 2009, Mercedes Sosa ingresó al Sanatorio de la Trinidad, ubicado en el barrio de Palermo en Buenos Aires, debido a una disfunción renal, la cual había evolucionado negativamente hacia una falla cardiorrespiratoria.
El estado de salud de Sosa se volvió crítico el 2 de octubre de 2009; a partir de entonces, el cuadro de salud de la artista de 74 años se había deteriorado, habiendo sido inducida a un coma farmacológico. Su organismo se deterioró con el correr de las horas, hasta desencadenar su fallecimiento a las 5:17 de la mañana (hora argentina) del 4 de octubre de 2009.

#### Funerales y condolencias

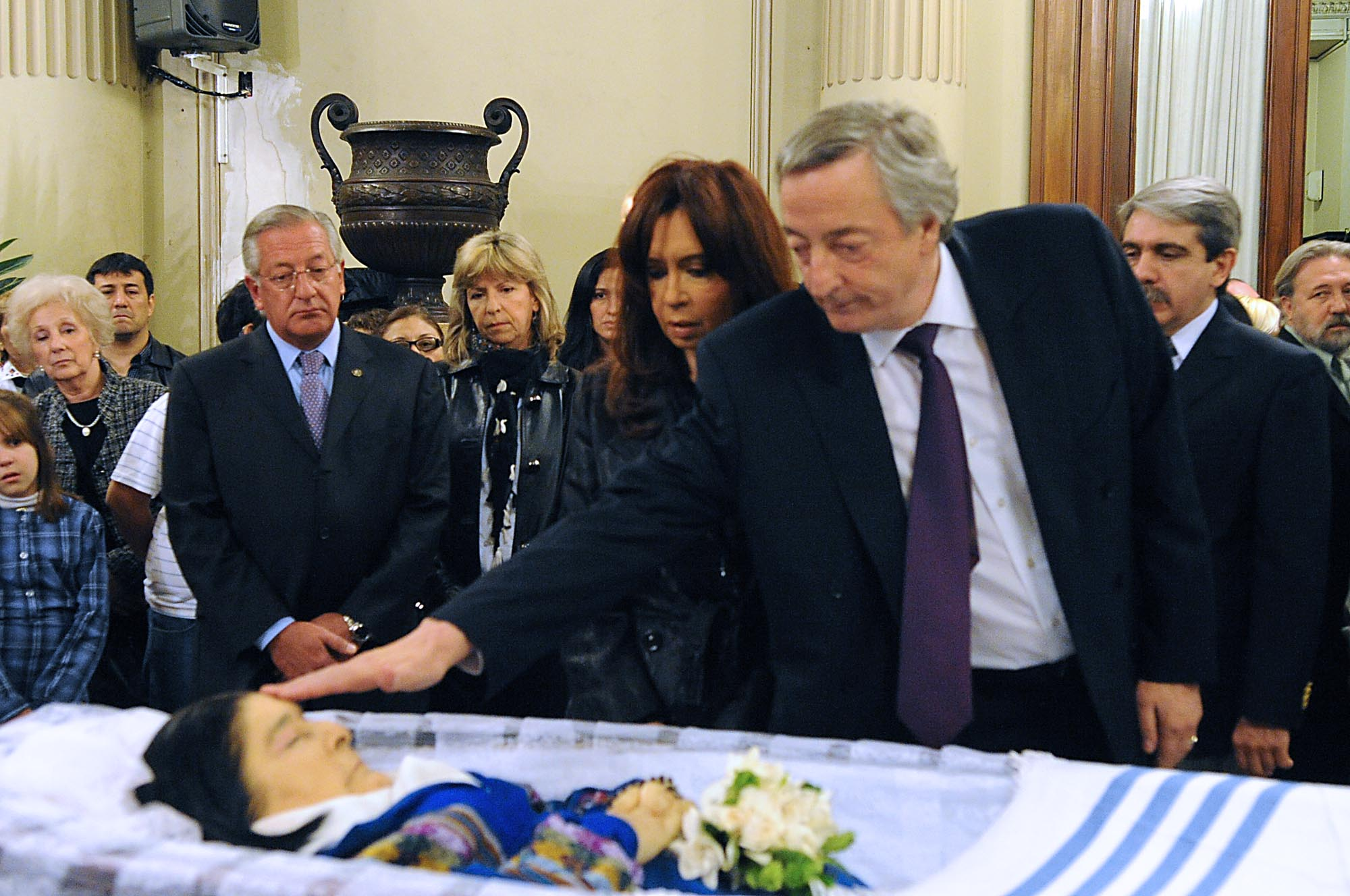
Mercedes Sosa velada en el Parlamento. El expresidente Néstor Kirchner (1950-2010) le toca la frente.

Sus restos fueron velados al día siguiente (5 de octubre) en el Congreso Nacional de la Argentina, personalidades políticas encabezadas por la presidenta Cristina Fernández de Kirchner, ministros, religiosos, artistas que tuvieron que ver con ella a lo largo de su vida y una multitud de personas se hicieron presentes ante su féretro ubicado en el Salón de los pasos perdidos del Palacio del Congreso de la Nación Argentina, aún en el último momento se la despidió con alegría y fue homenajeada por varios de artistas que la despidieron a una sola voz cantando Alfonsina y el mar.
El lunes siguiente se decretó duelo nacional por tres días, y una multitud acompañó o saludó con flores a su paso al cortejo fúnebre hacia el cementerio de la Chacarita, donde su cuerpo fue incinerado según su deseo para esparcir sus cenizas en tres lugares amados por ella: Tucumán, Mendoza, y la ciudad de Buenos Aires.
Perú y Bolivia dispusieron colocar sus banderas a media asta en señal de duelo, Perú comunicó oficialmente que de ese modo buscaba expresar «el dolor del pueblo peruano por la muerte de quien fuera considerada voz del continente y sentimiento de los humildes».
El presidente de Brasil, Lula da Silva, envió al Ministro de Cultura como su delegado personal para hacerse presente en los funerales, con el siguiente mensaje:

Gracias, Mercedes. Aquella que cantó a la vida permanece en los cuatro lados de nuestra América. Una voz potente que, al demoler fronteras, nos enseñó algo que va más allá de los territorios y banderas. Con Mercedes Sosa aprendimos cuánto tenemos para compartir como pueblos y naciones. Ella nos dio el sentido de lugar, de pertenencia y de una latinidad que nos consagra en belleza y tragedias comunes. Voz y actitud comprometida de la mujer fraterna por el arte iberoamericano. Voz inmortal que continuará en nuestras voces, por haber dado tantas gracias a la vida y para que esta fuese una vida de tiempos mejores, por eso ―y por lo tanto― queda con nosotros su canto… ¡gracias, Mercedes, «que nos ha dado tanto»! [en español en el original]
Lula Da Silva

El presidente de Venezuela, Hugo Chávez, publicó una solicitada en el diario Página/12 de Buenos Aires, transcribiendo la carta que le enviara a la presidenta de Argentina, donde dice entre otras cosas:

Mercedes Sosa, la de ustedes, la nuestra, la misma que aprendimos a sentir en toda nuestra América como la voz que nos festejaba aclarándonos el sendero, ha partido para quedarse convertida en memoria sublevada, pan del menesteroso y aliento tenaz de los humildes. Nuestra América toda quedará en eterna deuda con esta extraordinaria mujer que encarnó lo más sublime que puede darle sentido a la existencia: la entrega incondicional a los injustamente olvidados de la tierra.
[...] Maestra cantora entre los cantores y las cantoras: Mercedes es encarnación del canto como razón de ser personal y colectiva. Canto como afirmación del espíritu de vida y como combate contra la muerte: luminoso canto de todas y todos. ¡Honor y gloria a Mercedes Sosa!

La presidenta de Chile, Michelle Bachelet, pidió un aplauso para Mercedes Sosa durante el acto de conmemoración del triunfo del "No" en el plebiscito que llevó al fin de la dictadura de Pinochet diciendo:

Para quien recibió siempre el cariño de su público, en todos los rincones, pido un gran aplauso para decir: ¡Hasta siempre Mercedes Sosa!
Michelle Bachelet, 5 de octubre de 2009.

El presidente Fernando Lugo de Paraguay también envió una carta de condolencias a la presidenta argentina, destacando "el recuerdo de la gente, que en su pasado más triste, encontró en las músicas de Mercedes Sosa, un consuelo, una esperanza, un abrazo cálido".
Francia emitió un comunicado a través del Ministerio de Relaciones Exteriores destacando que Mercedes Sosa residió un año en ese país cuando debió exiliarse y que con su muerte "América Latina pierde una de sus grandes voces y Argentina a una de sus artistas más reconocidas en el mundo".

#### Carta de los familiares «a todos»
El mismo día de su fallecimiento, la familia de Mercedes Sosa publicó en el sitio web oficial de Mercedes Sosa una carta dirigida «a todos» para agradecer el acompañamiento brindado a la cantante en vida y al momento de su muerte, y para invitar a sus admiradores a despedirla cantando. Los funerales de Mercedes Sosa en el Congreso Nacional siguieron este deseo y durante los mismos se transmitieron grabaciones de su canto, que era acompañado por la gente que se hizo presente para testimoniar su afecto. El mensaje de los familiares dice:

A todos...
Somos los nietos, los hermanos, los sobrinos, el hijo de quien fue para nosotros algo más y distinto que una gran artista popular. Con ella compartimos la vida, las alegrías y las angustias privadas. Porque esa gran artista fue además nuestra abuela, nuestra hermana, nuestra tía, nuestra mamá. Es por eso que queremos llegar a ustedes desde ese lugar íntimo, lejos de la severidad y la dureza de los comunicados oficiales: porque sabemos que también la quisieron y la siguen queriendo aún mucho más allá de la cantante y de la artista que los acompañó tantas veces, a la que han hecho parte de su familia aún sin tener lazos de sangre.
Es desde este lugar que queremos contarles que Mercedes ―la mamá, la tía, la abuela, la hermana― abandonó este mundo el día de hoy. Pero también queremos decirles que estuvo siempre acompañada ―inclusive cuando ya no podía saberlo― por un desfile interminable de amigos y artistas populares, y en cada uno de ellos: ustedes. Y que a pesar de lo triste de cualquier agonía, pasó esos últimos momentos en paz, peleando aguerridamente contra una muerte que terminó ganándole la pulseada.
Por cierto estamos conmovidos y queremos compartir con ustedes esta tristeza. Aunque, al mismo tiempo, nos queda la tranquilidad de que todos hicieron lo posible ―incluida nuestra Negra― para quedarse un ratito más entre nosotros.
Lo que más feliz la hacía a Mercedes era cantar. Y seguramente ella hubiera querido cantarles también en este final. De modo que así queremos recordarla y así los invitamos a hacerlo con nosotros.
Infinitas gracias por ese acompañamiento que jamás dejó de estar presente.
Familia de Mercedes.

## Trabajos póstumos
Tras su fallecimiento en 2009, el legado musical continuó vivo a través de diversas publicaciones póstumas que ofrecieron una nueva oportunidad para conectar con su poderosa voz y su mensaje. Estos álbumes, incluyen grabaciones inéditas y sesiones que no fueron lanzadas en su momento, permiten visibilizar  su obra y enriquecer el panorama musical de la artista. Entre estas producciones destacan Ángel (2014) y Lucerito (2015), dos álbumes de estudio que, aunque post mortem, reflejan la profundidad de su arte y su relevancia dentro de la música latinoamericana
En 2014 es lanzado, Ángel un álbum póstumo que reúne grabaciones inéditas de estudio. El material, rescatado de sesiones previas al fallecimiento de la artista en 2009, fue seleccionado y restaurado para ofrecer una nueva mirada a su legado. Este disco busca mantener viva su voz y el profundo mensaje de su música, presentando interpretaciones nunca antes publicadas que reflejan la esencia de su trayectoria artística.
Publicado en 2015, Lucerito es otro álbum póstumo de Mercedes Sosa, compuesto por grabaciones realizadas en el año 2000 en los estudios Ion de Buenos Aires. Acompañada por su banda de aquel entonces, la artista dejó registradas estas canciones que, por razones desconocidas, no fueron lanzadas en su momento. El álbum representa un testimonio sonoro de una de las etapas más maduras de su carrera.

## Registro vocal
En sus inicios poseía un registro cercano de Mezzosoprano, pero luego evolucionó hacia contralto. Su registro vocal fue de más de dos octavas, y su punto fuerte fue la potencia con que afronta los graves. Gracias a su timbre oscuro y cálido y a una perfecta afinación, se ha convertido en una de las voces más destacables de la historia de la música argentina. El crítico musical Diego Fischerman expresó tras su muerte:

Ella cultivó un modelo de artista en que la mímesis con el público era fundamental. [...] Una trayectoria de más de cuarenta años que define por un lado a una intérprete única, con una voz de riqueza de matices y fraseo excepcionales y, por otro, a la explicitación más acabada y perfecta de la canción popular como signo de su tiempo.

## Discografía

### EP
- Juanito Laguna remonta un barrilete (1967)
- Niño de mañana (1975)
- Canta Mercedes Sosa (1976)[60]

### Álbumes de estudio
- La voz de la zafra (1962)
- Canciones con fundamento (1965)
- Hermano (1966)
- Yo no canto por cantar... (1966)
- Para cantarle a mi gente (1967)
- Con sabor a Mercedes Sosa (1968)
- El grito de la tierra (1970)
- Homenaje a Violeta Parra (1971)
- Hasta la victoria (1972)
- Traigo un pueblo en mi voz (1973)
- A que florezca mi pueblo (1975)
- La Mamancy (1976)[61]
- Mercedes Sosa interpreta a Atahualpa Yupanqui (1977)
- Serenata para la tierra de uno (1979)
- A quien doy (1980)[62]
- Como un pájaro libre (1983)
- Mercedes Sosa '83 (1983)
- ¿Será posible el sur? (1984)
- Vengo a ofrecer mi corazón (1985)
- Mercedes Sosa ’86 (1986)
- Mercedes Sosa ’87 (1987)
- Vivir (1987)
- Amigos míos (1988)
- La Negra (1988)
- Voz y sentimiento (1992)
- Sino (1993)
- Gestos de amor (1994)
- Escondido en mi país (1996)
- Al despertar (1998)
- Misa Criolla (2000)
- Corazón libre (2005)
- Cantora, un viaje íntimo (2009)

### Álbumes en vivo
- Marrón (1976) en vivo en Japón
- Si se calla el cantor (1977) junto a Gloria Martín
- Gravado ao vivo no Brasil (1980)
- Mercedes Sosa en Argentina (1982)
- Radio Deutsche Welle (1984)
- Corazón americano (1985) junto a Milton Nascimento y León Gieco
- En vivo en Europa (1990)
- De mí (1991)
- En familia (1994)
- Acústico (2002)
- Canción con todos (2009) junto a Santiago Bertis
- Deja la vida volar - En gira (2010)
- En vivo en el Gran Rex 2006 (2024)

### Álbumes póstumos
- Ángel (2014)
- Lucerito (2015)

### Álbumes recopilatorios
- Disco de oro (1975)
- Recital (1975)
- Gracias a la vida (1975)
- A arte de Mercedes Sosa (1985)
- 30 años (1993)
- Oro (1995)
- Para cantar he nacido: 40 obras fundamentales (1999)
- Grandes éxitos Gold (2000)
- La Historia (2002)
- La Historia (del folklore). Segunda parte (2006)
- Siempre una vida en canciones (2009)
- Censurada (2011) - recopilación de canciones censuradas
- Siempre en ti (2013) - recopilación de canciones Ineditas y/o censuradas

### Álbumes en colaboración
- Mujeres argentinas (1969) junto a Ariel Ramírez y Félix Luna
- Navidad con Mercedes Sosa (1970) junto a Ariel Ramírez y Félix Luna
- Cantata sudamericana (1972) junto a Ariel Ramírez y Félix Luna
- Voices of Freedom Concert (1982) junto a Hernán Gamboa y Serenata Guayanesa
- Corazón americano (1985) junto a León Gieco y Milton Nascimento
- La Negra (1988)[63] junto a Pablo Milanés y Konstantin Wecker
- Alta fidelidad (1997) junto a Charly García
- Argentina quiere cantar (2003) junto a Víctor Heredia y León Gieco
- Mercedes florecida (2024) varios artistas (álbum conceptual)

### Sencillos
- Gracias a la vida / Te recuerdo, Amanda (1969)
- Alfonsina y El Mar/Juana Azurduy (1969)[64]
- La diablera / Vidala del último día (1971)
- Si se calla el cantor / Guitarra de medianoche (1973) junto a Horacio Guarany
- Canción de lejos / Corazón (1974)
- Recital al cantor / Canoítas tristes (1974) junto a Horacio Guarany
- O cio da Terra / San Vicente (1977)
- La maza (1983)

#### Obras colectivas
- Romance de la muerte de Juan Lavalle (1965)
- Cosquín ’69 (1969)
- El Santo de la espada (Soundtrack) (1970)
- Güemes (La tierra en armas) (Soundtrack) (1971)
- Argentina canta así Vol. III (1972)
- Aquí Cosquín ’72 (1972)
- Argentina Argentina ’72 (1972)
- Argentina canta así Vol. IV (1974)
- Abril en Managua (1983)
- Homenaje a Picasso (1983)
- La mémoire chantée de Régine Mellac (1984)
- 14. Festival des politischen Liedes (1984)
- Los grandes en vivo (1984)
- La paz del mundo comienza en Centroamérica - Olof Palme in memoriam (1986)
- 17° Festival des politischen liedes (1987)
- El verano del potro (Soundtrack) (1991)
- Homenaje a Jorge Cafrune (1993)
- Convivencia (Soundtrack) (1994)
- Concerto di Natale (1995)
- Chiapas (1996)
- Todas las voces todas Vol. 1 (1996)
- Todas las voces todas Vol. 4 (1996)
- Consagrados en Cosquín Vol. 1 (1997)
- Consagrados en Cosquín Vol. 2 (1997)
- Pampa del indio (1998)
- Homenaje a Osvaldo Avena (1998)
- A Armando Tejada Gómez (1999)
- Honrar la vida (1999)
- Yo tengo tantos hermanos. Homenaje a Yupanqui (2001)
- Canción para Vieques (2001)
- ¡Gieco querido! Cantando al León, Vol. 1 (2008)

#### Colaboraciones
- 1973: América joven, vol II (César Isella).
- 1973: Ahora y aquí (Los Arroyeños).
- 1976: Gerães (Milton Nascimento).
- 1980: Sentinela (Milton Nascimento).
- 1981: Traduzir-se (Raimundo Fagner).
- 1983: Escondo mis ojos al sol (Nito Mestre).
- 1984: Kleiton y Kledir en español (Kleiton y Kledir).
- 1984: Gaudério (Raúl Ellwanger).
- 1986: Querido Pablo (Pablo Milanés).
- 1986: Taki Ongoy (Víctor Heredia).
- 1986: La cuca del hombre (Raúl Ellwanger).
- 1986: Beth (Beth Carvalho).
- 1986: Si me voy antes que vos (Jaime Roos).
- 1988: Bienvenido (Tomás González).
- 1989: Diamonds & rust in the bullring (Joan Báez).
- 1989: Corazón libre (Rafael Amor).
- 1990: Coincidencias (Alberto Cortez).
- 1990: Singer in the storm (Holly Near).
- 1990: 17 songs (María Farantouri).
- 1991: En tiempo real (Julia Zenko).
- 1992: El amor después del amor (Fito Páez).
- 1992: Tango canción (Horacio Molina).
- 1992: En vivo 92 (Víctor Heredia).
- 1993: Otro sueño (Gabriel Ogando).
- 1993: Ramírez x Ramírez (Facundo Ramírez).
- 1994: Señora cuénteme (Gian Marco).
- 1994: Rock gitano (Pata negra).
- 1994: Canción con todos... sus amigos (Gonzalo Rei).
- 1995: Juntando almas II: La memoria del tiempo (Lito Vitale).
- 1995: Borrando fronteras (Peteco Carabajal).
- 1996: Nana latina (Nana Mouskouri).
- 1996: Historias populares (Peteco Carabajal).
- 1997: Argentina mía (Jairo).
- 1997: Orozco (León Gieco).
- 1998: Lo que me costó el amor de Laura (Alejandro Dolina).
- 1998: Algo más de amor (Francis Cabrel).
- 1998: 19 nombres de mujer (Los Sabandeños).
- 1998: La historia esta vol. 6 (León Gieco).
- 1998: Cuerpo y alma (Pedro Aznar).
- 1998: Spicy (Lagos - González - Lapouble Trío).
- 1998: Monedas de sol (Chacho Muller).
- 1999: María (María Graña).
- 1999: Eterno Buenos Aires (Rodolfo Mederos).
- 1999: Cuando es preciso (María Soledad Gamboa).
- 2000: Todos somos Chalchaleros (Los Chalchaleros).
- 2000: Desde adentro (Dúo Coplanacu).
- 2000: Amor (Rafael Amor).
- 2000: Caja de música (Pedro Aznar).
- 2000: Chamamé crudo (Chango Spasiuk).
- 2000: En vivo 2 (Víctor Heredia).
- 2001: Cosas del corazón (Abel Pintos).
- 2001: Sí (Detrás de las paredes) (Sui generis).
- 2001: Flores y ayuno (Claudio Sosa).
- 2001: Hierro forjado (Franco Battiato).
- 2001: Sueños (Natalia Barrionuevo).
- 2001: Canciones blindadas (Piero).
- 2001: Stis Gitonies Tou Notou (Apurimac).
- 2001: Cordobés y argentino (Pablo Almirón).
- 2002: Tierra contada (Federico de la Vega).
- 2002: Razones (Ricardo Flecha).
- 2003: Chango sin arreglo (Chango Farías Gómez).
- 2003: Viento que vino del sur (Ricardo "Chiqui" Pereyra).
- 2004: País (Coqui Sosa).
- 2004: Parking completo (David Broza).
- 2004: La noche final (Los Chalchaleros).
- 2005: Flecha El canto de los Karaí (Ricardo Flecha).
- 2005: Argentina Jazz (Córdoba Reunión).
- 2005: En vivo en el Teatro Ópera (Mariano Mores).
- 2005: Tiernamente amigos (Víctor Heredia).
- 2007: Sueños de un hombre despierto (Ismael Serrano).
- 2007: Gracias a la vida (Guadalupe Pineda).
- 2007: Almas en el viento (Juan Carlos Cambas).
- 2008: Shake away (Lila Downs).
- 2008: Igual a mi corazón (Liliana Herrero).
- 2008: Pulpa (Orozco - Barrientos).
- 2008: Piel y barro (Juan Sebastián Garay).
- 2008: Valses, zambas y... Travesuras (Silvia Pacheco).
- 2008: Campeiros Vol 2 (Luiz Carlos Borges e Mauro Ferreira).
- 2009: Tangentes (Alberto Rojo).
- 2009: Folklore (Orquesta nacional de música argentina Juan de Dios Filiberto).
- 2009: Yo vengo a ofrecer mi corazón (Anna Saeki).
- 2009: La Maza (Shakira).
- 2009: Zona de Promesas (Gustavo Cerati).
- 2009: Barro tal vez (Luis Alberto Spinetta)
- 2010: El hijo del jornalero (Motta Luna).
- 2011: Otro cantar (Teresa Parodi).
- 2013: Romance de la luna tucumana (Diego el Cigala).
- 2021: Himno de Mi Corazón (Carlos Rivera)

## Filmografía
Intérprete
- Mercedes Sosa "La voz de Latinoamérica" (2013)
- Cantora, un viaje íntimo (2009)
- Ernesto Sabato, mi padre (2008) ...Entrevistada
- Historias de Argentina en Vivo (2001) ...Ella misma
- Three worlds, three voices, one vision (1988)
- Mercedes Sosa, Algo más que una canción (1983)
- Mercedes Sosa, como un pájaro libre (1983) ...Ella misma
- Mercedes Sosa "Acústico en Suiza" (1980)
- Ésta es mi Argentina (1974) ...Voz en off
- Güemes, la tierra en armas (1971) ...Juana Azurduy
- Argentinísima (1971) ...Ella misma
- El Santo de la espada (1970)

Intérprete de la música
- La nave de los locos (1995)
- Convivencia (1994)
- El caso María Soledad (1993)
- El verano del potro (1991)
- Juan, como si nada hubiera sucedido (1987)
- Siempre en ti

Nota: existe un solo video comercializado grabado en vivo: Mercedes Sosa, acústica en Suiza (1980) en dúo con el guitarrista Nicolás "Colacho" Brizuela.

## Premios y nominaciones

### Premios Grammy Latinos
| Año  | Categoría                               | Trabajo                      | Resultado | Ref.   |
| ---- | --------------------------------------- | ---------------------------- | --------- | ------ |
| 2000 | Mejor interpretación vocal pop femenina | Al despertar                 | Nominada  | [ 65 ] |
| 2000 | Mejor álbum folklórico                  | Misa criolla                 | Ganadora  | [ 66 ] |
| 2003 | Mejor álbum folklórico                  | Acústico                     | Ganadora  | [ 67 ] |
| 2004 | A la excelencia musical                 | A la excelencia musical      | Ganadora  |        |
| 2006 | Mejor álbum folklórico                  | Corazón libre                | Ganadora  | [ 68 ] |
| 2009 | Mejor álbum folklórico                  | Cantora, un viaje íntimo     | Ganadora  | [ 69 ] |
| 2009 | Álbum del año                           | Cantora, un viaje íntimo     | Nominada  | [ 70 ] |
| 2011 | Mejor álbum folklórico                  | Deja la vida volar - En gira | Ganadora  | [ 71 ] |

### Premios Gardel
| Año  | Categoría                                | Trabajo                                                     | Resultado | Ref.          |
| ---- | ---------------------------------------- | ----------------------------------------------------------- | --------- | ------------- |
| 1999 | Mejor artista de folklore                | Al despertar                                                | Ganadora  | [ 72 ]        |
| 1999 | Álbum del año                            | Al despertar                                                | Ganadora  | [ 72 ]        |
| 2001 | Mejor álbum artista femenina de folklore | Misa criolla                                                | Ganadora  | [ 73 ]        |
| 2003 | Mejor álbum artista femenina de folklore | Acústico                                                    | Ganadora  | [ 74 ]        |
| 2004 | Mejor álbum artista canción testimonial  | ¡Argentina quiere cantar! (con León Gieco y Victor Heredia) | Ganadora  | [ 75 ]        |
| 2006 | Mejor álbum artista femenina de folklore | Corazón libre                                               | Ganadora  | [ 76 ]        |
| 2010 | Álbum del año                            | Cantora                                                     | Nominada  | [ 77 ]        |
| 2010 | Producción del año                       | Cantora                                                     | Nominada  | [ 77 ]        |
| 2010 | Mejor DVD                                | Cantora                                                     | Ganadora  | [ 77 ]        |
| 2010 | Mejor álbum artista femenina de folklore | Cantora                                                     | Ganadora  | [ 77 ]        |
| 2010 | Mejor álbum artista femenina de folklore | Cantora 2                                                   | Nominada  | [ 77 ]        |
| 2011 | Mejor álbum artista femenina de folklore | Deja la vida volar                                          | Nominada  | [ 78 ] [ 79 ] |
| 2011 | Mejor colección de catálogo              | Con todos                                                   | Ganadora  | [ 78 ] [ 79 ] |
| 2012 | Mejor colección de catálogo              | Censurada. Edición definitiva: Y seguí cantando             | Ganadora  | [ 80 ]        |
| 2014 | Mejor colección de catálogo              | Siempre en tí                                               | Nominada  | [ 81 ]        |
| 2015 | Mejor colección de catálogo              | Ángel                                                       | Ganadora  | [ 82 ]        |
| 2024 | Mejor álbum conceptual                   | Mercedes florecida                                          | Ganadora  | [ 83 ]        |
| 2025 | Mejor colección de catálogo              | Mercedes Sosa en New York, 1974                             | Ganadora  | [ 84 ]        |

### Premios Konex
| Año  | Distinción           | Disciplina                    | Resultado | Ref.   |
| ---- | -------------------- | ----------------------------- | --------- | ------ |
| 1985 | Konex de platino     | Cantante femenina de folklore | Ganadora  | [ 85 ] |
| 1985 | Diploma al mérito    | Cantante femenina de folklore | Ganadora  | [ 85 ] |
| 1995 | Konex de brillante   | Ella misma                    | Ganadora  | [ 86 ] |
| 1995 | Konex de platino     | Cantante femenina de folklore | Ganadora  | [ 86 ] |
| 1995 | Diploma al mérito    | Cantante femenina de folklore | Ganadora  | [ 86 ] |
| 2005 | Presidente honorario | Música popular                | Ganadora  | [ 87 ] |

### Doctorahonoris causa
- : Doctora honoris causa de la Universidad Nacional de Tucumán (1997).[88]
- : Doctora honoris causa de la Universidad Nacional de Cuyo (2006).[89]

## Biografías
- Mercedes Sosa, La Negra, de Rodolfo Braceli
- Todas las voces, todas. Mercedes Sosa y la política, de Alexia Massholder.
- Mercedes Sosa, La Mami, de Fabián Matus
- Mercedes Sosa, la voz de la esperanza, de Anette Christensen (traducido del inglés)
- Mercedes Sosa, más que una canción, de Anette Christensen (traducido del inglés)